# Békéscsaba
Békéscsaba, régebbi nevén Csaba, vagy Nagy-Csaba, majd Békés-Csaba (szlovákul: Békešská Čaba, németül: Tschabe, románul: Bichișciaba), megyeszékhely, megyei jogú város, Békés vármegye gazdasági-földrajzi központja és székhelye. Mérete alapján Magyarországon középvárosnak, európai szinten kisvárosnak tekinthető. A Békéscsabai járás és a Viharsarok központja, az ország 17. legnépesebb települése, a Dél-Alföldön a harmadik. Első írásos említése 1332-ből származik. A török időkben elpusztult, így teljesen újra kellett telepíteni. Az egykoron „Európa legnagyobb falujának” nevezett település mára már rendezett külsejű várossá vált. A város híres gasztronómiai különlegességeiről és rendezvényeiről, például a hungarikumnak számító csabai kolbászról és az erre alapozott fesztiválról. Ugyancsak itt rendezték meg Magyarország leglátogatottabb sörfesztiválját is, azonban ez átkerült Gyulára.

## Fekvése
A Tiszántúl déli részén, Békés vármegye földrajzi középpontjában, a Körös–Maros közén, a Békési-síkon, a Kettős-Körös folyótól 8 kilométerre délnyugatra fekszik. A város Gyulától 16 kilométerre nyugatra, Orosházától 36 km-re északkeletre található. A román határ (Gyulavarsánd) mintegy 20 kilométerre keleti irányban húzódik. A városnál találkoznak a 44-es és 47-es főutak. A MÁV (Budapest–)120-as és 135-ös vasútvonalai metszik a települést.
Átlagos tengerszint feletti magassága 85-90 méter. Alacsonyabb pontjai közé tartozik Jamina, az északnyugati városrész és a déli végek. Magasabban fekszik a belváros, illetve a keleti részeken található „hát” elnevezésű részei (például Vandhát). Az evangélikus nagytemplom hátsó küszöbét tartják a város egyik legmagasabban fekvő pontjának, ez 88,75 méter tengerszint feletti magasságot jelent.
A város nagyjából elnyújtott négyszög alakot vesz fel, ami a déli oldalon kicsit homorú, a délkeleti részen a Lencsési-lakótelep miatt eléggé kinyúlik.
A talaj elsősorban lösz, agyag és folyami hordalék keveréke. A város környékén 21-28 aranykorona értékű földek vannak, nyugat felé javul a minőségük, mivel ott egyre kevesebb agyaggal és egyre több lösszel elegyesek.

### Városrészei

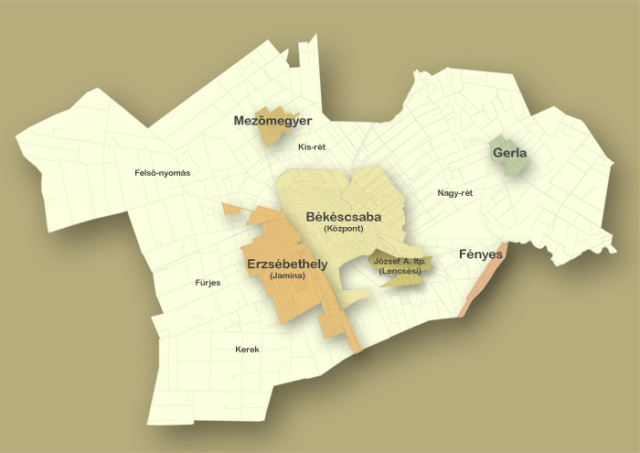
Békéscsaba városrészei

Békéscsabának hivatalosan hat különálló városrésze van az önkormányzat beosztása alapján, ez a tagolás nagyrészt összhangban van a természeti-társadalmi és történelmi adottságokkal. A hat városrész közül három teljesen különálló, a törzsterülettől távolabb fekvő terület, míg a másik három zárt beépítésű, egységes terület. A legnagyobb és legfontosabb Békéscsaba belvárosa, ahol a népesség és a közintézmények zöme tömörül. Szintén nagy jelentőségű – népességszáma szerint – a Lencsési lakótelep, amely Békéscsaba délkeleti részén helyezkedik el. Erzsébethely vagy ahogy a csabaiak hívják, „Jamina” a város nyugati részén helyezkedik el, a vasúttól nyugati irányban, döntően kertvárosias, földszintes házaival. Mezőmegyer északi irányban, míg Gerla keletre, Fényes pedig délkeletre helyezkedik el a város törzsterületétől. Közös bennük, hogy mindegyik kisebb mértékben városiasodott, kevésbé fejlett részei a megyeszékhelynek.

## Éghajlata

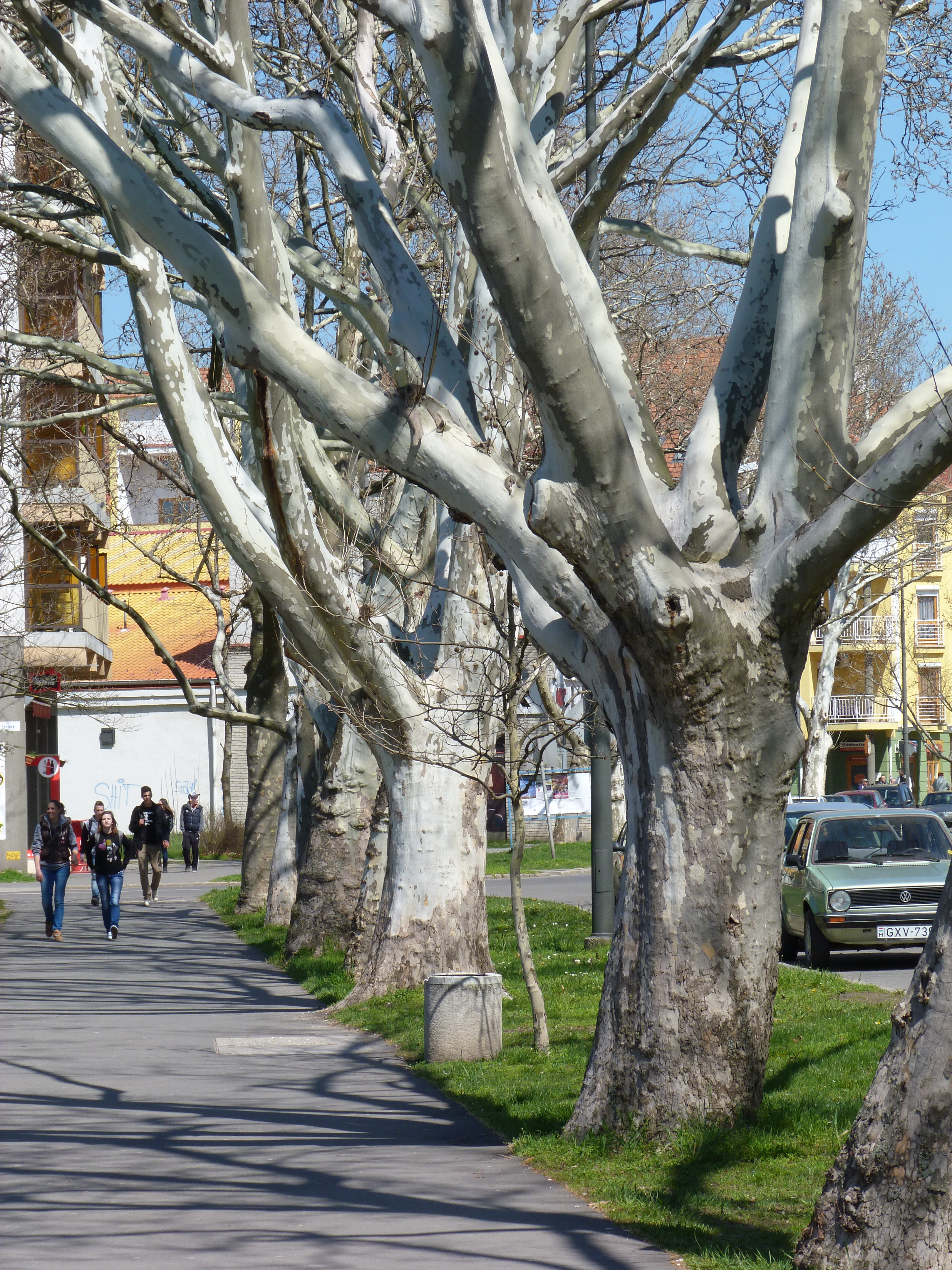
Platánfák

Békéscsaba az északi mérsékelt övben, azon belül is a kontinentális éghajlati zónában fekszik, viszonylag hideg téllel és meleg nyárral, átlagosnak mondható csapadékviszonyokkal. Itt már elég erős a kontinentális hatás, mivel a város távol fekszik a tengerektől és a medencejelleg is csak erősíti ezt a sajátosságot.
Az évi középhőmérséklet +11 fok körül alakul, ezzel egyike az ország legmelegebb tájainak. A januári középhőmérséklet −1,6 °C, míg a legmelegebb július hónapban +22,6 fokot mutatnak a hőmérők. Az abszolút hidegrekord a városban −29 °C, míg az abszolút magyarországi melegrekordot Békéscsaba tartotta 2001. augusztus 22-től, +41,7 °C-kal, egészen 2007. július 20-ig. Így az évi átlagos abszolút hőingás 70 fok körül alakul, ez országos összehasonlításban is igen sok. Az évi átlagos hőingás 24 °C, a legmagasabb értékek Magyarországon 25 °C körül alakulnak, főleg a Hortobágy és a Nagykunság területén. A tenyészidőszak hőösszege egyike az országban lévő legmagasabbaknak, 3300 °C felett van, ez roppant kedvező a mezőgazdaság számára.
Az első fagyos nap október 23-a környékén, míg az utolsó tavaszi fagy általában április 13-án jelentkezik. A fagyos napok száma átlagosan 96, a téli napoké (a napi átlaghőmérséklet 0 °C alatt marad) 28, a zord napoké (minimum-hőmérséklet −10 °C alatt) 14. Nyári nap (maximum-hőmérséklet 25 °C felett) egy évben átlag 84-szer, hőségnapok (30 °C felett) 23-szor, míg forró napok (35 °C felett) 1 esetben fordulnak elő.
A városban a napfénytartam évi összege általában 1940 óra körül alakul, ez azonban kisebb az országos átlagnál – ez betudható az Erdélyi-szigethegység láncainak, amik kissé módosítják a borultság mértékét. A lehetséges napsütéses órák 44%-ában süt a Nap. A legnaposabb hónap általában a július, míg a legborultabb a december. A borultság évi átlaga 57% körül alakul.
Az ország nagy részében északnyugati, északi a leggyakoribb szélirány, de a Tiszántúlon, így Békéscsabán is az északkeleti irány a leggyakoribb. Ez nagy részben betudható a Duklai-hágó, illetve az Erdélyi-szigethegység hatásának. A szélsebesség évi középértéke 3 m/s, tehát 11 km/h körül alakul, szélcsend az esetek 7%-ban fordul elő.
Békéscsabán az évi átlagos csapadékmennyiség valamivel 550 mm felett van (563 mm), ami nagyjából megfelel az országos átlagnak. A várostól nyugatra csökken a csapadék évi átlaga, Szarvas környékén már az 500 mm-t sem éri el. A csapadékos napok évi átlagos száma körülbelül 120 nap. A téli félév során valamennyi a párolgási együttható pozitív, a nyári félévben pedig negatív. Különösen káros a mezőgazdaságnak a mind gyakrabban előforduló nyári aszály.
A csapadék egy része télen, hó formájában esik. A havas napok száma 20 körül alakul, az országban az átlagos hóvastagság itt az egyik legkisebb, mindössze 4 cm. Ez hátrányos a mezőgazdaságnak.
2012-ben itt mérték a legmagasabb éves napfénytartamot. Ebben az évben 2645 órát sütött a nap a városban.
| Hónap                                | Jan. | Feb. | Már. | Ápr. | Máj. | Jún. | Júl. | Aug. | Szep. | Okt. | Nov. | Dec. | Év   |
| ------------------------------------ | ---- | ---- | ---- | ---- | ---- | ---- | ---- | ---- | ----- | ---- | ---- | ---- | ---- |
| Átlaghőmérséklet (°C)                | −1,8 | 0,1  | 5,9  | 11,4 | 16,9 | 19,9 | 22,2 | 21,3 | 17,2  | 11,3 | 5,3  | 0,6  | 10,9 |
| Átl. csapadékmennyiség (mm)          | 35   | 37   | 32   | 44   | 57   | 82   | 49   | 51   | 34    | 34   | 54   | 54   | 563  |
| Havi napsütéses órák száma           | 66   | 74   | 135  | 182  | 228  | 248  | 302  | 280  | 197   | 151  | 72   | 54   | 1989 |
| Forrás: Magyarország a XX. században |      |      |      |      |      |      |      |      |       |      |      |      |      |

## Története

### Kezdetek
A környék az ókor óta lakott, a késő bronzkortól kezdve találtak tömegesen leleteket a város területén, ami az Alföld első kultúráját, a Körös-kultúra népét jelzi. A vaskorban a szkíták, szarmaták, majd a kelták, utána a hunok hódították meg.

### Nevének eredete
Neve török eredetű, a Csaba személynévből származik. Még az Árpádkor vége felé is kedvelt és széltében használt volt a magyarok közt ez a személynév. Az egyik ilyen Csabáról kapta nevét a település.

### Középkor
A honfoglalás után több kisebb település állt a területen, ahol félnomád gazdálkodás zajlott. Csak az 1046-ban lezajlott Vata-féle pogánylázadás után kezdődhetett el komolyabban a feudális államhatalom megszervezése, a kereszténység térítése és a megyeszervezés.
Mező-Megyer, Gerla, Vesze, Fövenyes , Gerendás és Mező-Sopron falvakkal volt körülvéve.
A régészek szerint Csaba legkésőbben a 13. század első felében jött létre, de ez nem jelenti azt, hogy előtte ne lett volna lakott vidék. Az Árpád-kori település a mai városközponttól délre, a Kastély-szőlők területén lehetett.
A települést az 1332–1337-es pápai tizedjegyzékben említik először.
Birtokosa a 14–16. századokban a gerlai Ábránfy család volt. 1383-ban e család négy tagja osztozott meg Csabán. Kitűnik az iratból, hogy a falu legfeljebb két utcából állt.

### Török kor
1521-ben már valószínűleg állt az Ábránfy család kastélya, amelyet írásos emlék 1529-ben említi először.
1557—58-ban a temesvári defterdár tudósítása szerint 29 ház volt benne. 1562-es feljegyzés alapján 21 itteni gazdának volt vetése, 29-nek pedig nem. Az előbbiek 10'/4 köböl búzát és 2 köböl árpát szolgáltattak be tized fejében. Méheket egy gazda tartott.
1563-ban, Kerékgyártó Márton bírósága idejében 99 család lakott Csabán. Magyar nyelvű lakosok voltak, Búza, Csapó, Kötő, Kincses, Borégető, Fövenyesi, Nagy, Szabó, Tót, Török, Vas stb. családnevűekkel.
Mint a gerlai uradalom része, az 1560—62. években Csaba felett is 7—8 földesurat uralt. Ábránfy VII. István, Székely Miklós (Ábránfy Katalin fia), özv. Szterzenkovics Mátyásné, Székely Márton (Ábránfy Zsófia férje), Nagy Balázs és Ábránfy Boldizsár itt az állandóbb birtokosok. Rajtuk kívül 1560-ban még Jász Lukács, 1562-ben Társy István említtetik.
A 17. században itt lakó magyarok református vallásúak voltak és külön iskolát tartottak fenn. A debreceni collegium anyakönyve szerint ez iskolába 1657-ben Nagybányai Mátyást, 1666-ban Pataky Jánost és 1670-ben Várkonyi Sámuelt hívták meg tanítónak.
A török háborúk korában a falu eleinte fennmaradt, bár már a tizenöt éves háború során is hatalmas károkat szenvedett el, véglegesen 17. század folyamán, az Oszmán Birodalom ellen folytatott felszabadító harcok során néptelenedett el. A legújabb kori kutatások szerint lakossága nem pusztult el teljesen, hanem inkább elmenekült.

### 18. század
A gyulai rácok 1703-ban felégették a falut, így újra néptelenné vált.
1715-ben Csabát lakatlan helyként említik, egy évvel később azonban nevét már az adófizető községek közt találjuk. 1717-ben 20 magyar és 2 tót család, amelyet az összeíráskor Csabán találtak. Ekkor már a magyar családok közt hiába keressük a régi, jellemző, csabai neveket; új családok jöttek.
Az újratelepítés Harruckern János Györgynek köszönhető, aki kitüntette magát a török elleni harcokban, és így jutalmul megkapta Békés vármegye jelentékeny részeit. Nagy szerepe volt a város újbóli benépesítésében: döntően evangélikus szlovák parasztokat telepített le. A telepesek jellemzően Nógrád, Gömör és Hont vármegyéből érkeztek. A tótok betelepülése egészen a 18. század végéig tartott. A város ma is a magyarországi szlovákok egyik kulturális központja.
Az ágostai hitvallásúak (evangélikusok) először paticsfalból készítettek  egy kis templomot, 1722-ben pedig vályogból építettek valamivel tágasabb és tartósabb hajlékot az istentisztelet tartására. 1745-ben készült a későbbi ó-templomnak a középső része. Ehhez 1773-ban két oldalt szárnyat építettek, úgy hogy ez által a templom keresztalakot nyert. 1784-ben téglából készítettek egy tornyot is. Mivel pedig ezen egy templom nagyon kicsiny volt a gyorsan szaporodó hívek befogadására, a hitközség a 19. század elején egy nagyobb méretű templomot is épített. (→ evangélikus nagytemplom)
A római katolikus vallásúak 1747-ben telepedtek meg Csabán, s bár a régebbi lakosok ferde szemmel néztek rájuk, a megye és földesúr pártfogása mellett ők is állandó lakosai lettek Csabának. Még 1797-ben is külön testületet alkottak, az úgynevezett »communitas catholica«-t, s ez, az ág. ev. lakosságtól elkülönítve, maga bérelte a szentmiklósi pusztát. Lelkészséget számukra 1750-ben szerveztek. Első plébánosuk Gorliczky Simon volt. Az istentiszteletet először a plébános házában levő kápolnában tartották. 1769–70-ben épült egy templomuk Páduai Szent Antal tiszteletére.
Harruckern, hogy a lakosokat idekösse, már 1733-ban átadta nekik a hatalmas gerendási pusztát, s elnézte azt is, hogy azt részben albérletbe adták ki. Kerekegyháza és Mező-Megyer puszták felét 1717-től, Gerla és Ölyved felét pedig 1732-től kezdve használhatták. Mikor még ez sem volt elég, Harruckern Ferenc átadta nekik az itteni soproni puszta egyharmadát; 1755-ben pedig az egészet. Még 1789 előtt megkapta a lakosság a fövenyesi puszta egy részét is. Ezen folytonos nagyobbítások, s a régi Mező-Szentmiklós felének hozzácsatolása által lassan-lassan Csaba határa 56 709 kataszt. holdra emelkedett. Ebből 1773-ban a lakosok 8862 holdat műveltek. 1765-ben mérték ki a lakosoknak a felső-végi szőlőket, négy évvel később pedig a várostól délnyugatra eső jaminai szőlőskerteket. A környező mocsár kiszárításában nagy része volt a csabai lakosoktól 1777-ben ásott Körös-csatornának és 1850-re a mocsár teljesen eltűnt.

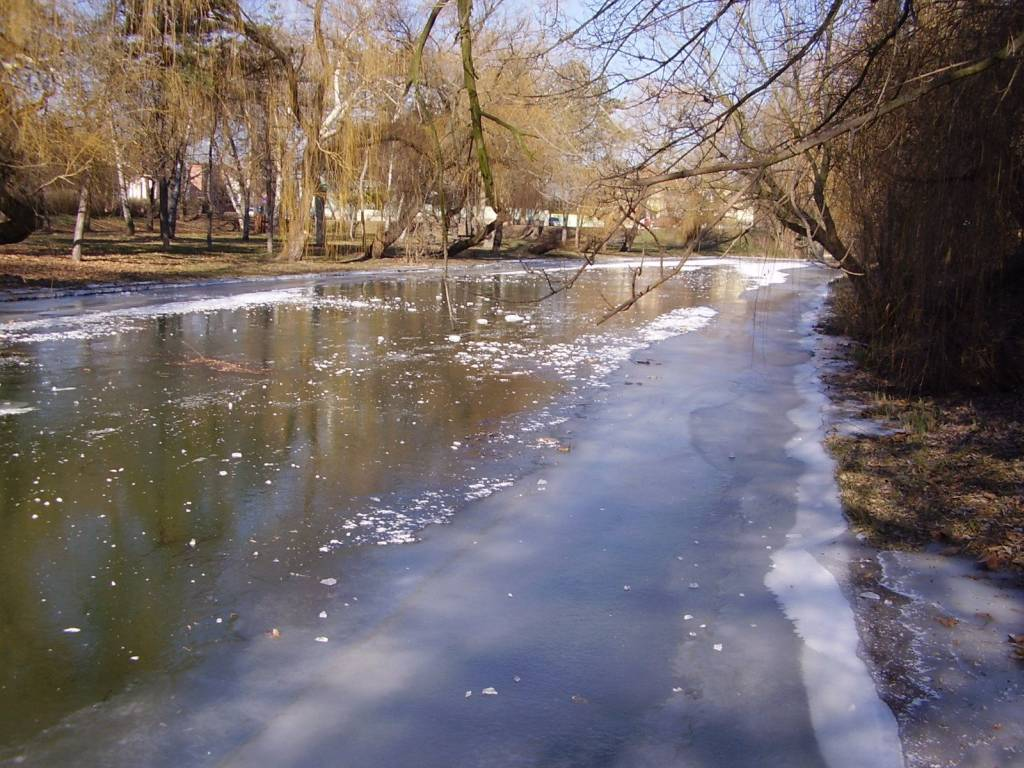
Az Élővíz-csatorna a belvárosban

A sok szabad földnek, valamint a nagy természetes népszaporulatnak köszönhetően 1773–1847 között megháromszorozódott a falu lakossága, meghaladta a 22 ezret. 
Bár 1738-ban 22 ház, 1755-ben pedig a községnek fele, az egész alsó vég leégett, és Csaba demográfiáját is meghatározták a járványok, például az 1738–1740-es pestisjárvány; ennek ellenére a település tovább növekedett. Fényes Elek nem ok nélkül nevezte „Európa legnagyobb falujának”. A környékbeliek „szörnyű, nagy falunak” nevezték.
1777-ben az Élővíz-csatorna (Körös-csatorna) kiásása mind a mezőgazdaság, mind a városiasodás, mind az egészségügy területén a fejlődés jelentős lépését jelentette. 1787-ben átadták az újonnan épített postaállomást, és postautat építettek Orosháza–Békéscsaba–Sarkad–Nagyvárad irányába.

### 19. század
1807 és 1824 között felépült az ország legnagyobb evangélikus temploma, a mai Kossuth téren álló evangélikus nagytemplom.
A görögkeleti hitközség 1821-ben alakult meg; templomuk 1841-ben épült. A zsidók zsinagógája 1855-ben már megvolt.
1831. július 25-től itt is sok emberéletet követelt az egész országban pusztító kolerajárvány, augusztus végéig 2019 fő halt meg. Közös sírhelyük a Széchenyi ligetben, egy domb alatt található.
1834-ben egy földrengés az evangélikus nagytemplomot alaposan megrongálta.
1840-ben Csaba mezővárosi rangot kapott. 1847-re a város az ország húsz legnagyobb városa között volt, népessége elérte a 22 000 főt. Ettől függetlenül még mindig egy nagyra nőtt falura hasonlított kis házaival, zsúfolt, sáros utcáival.
1841-ben felépült a görögkeletiek temploma.
A Csabán élő szlovákok 1848-ban szép példáját adták a hazaszeretetnek, hiszen kétezer nemzetőrt állítottak ki, akik Nagybecskerek határában állomásoztak, bár végül nem kerültek bevetésre. Anyagiak terén is lelkesen járultak hozzá a lakosok a szabadságharchoz: gabonával, takarmánnyal, arany- és ezüstékszerekkel segítették a kormányt.
1858-ra megépült az Arad-Szolnok vasútvonal, mely felgyorsította a fejlődést. Megindult az iparosodás, új, kőből épített polgárias épületek váltották fel a falusi vályogházakat. . A város egyik legfontosabb személyisége Áchim L. András volt, aki pártot alapított parasztokból, és éveken át a város parlamenti képviselője volt.
1885-ben fejezte be Zsigmondy Béla a Kossuth téren az artézi kút fúrását: ekkortól van a városnak egészséges ivóvize. 1888 tavaszán a megáradt Körös Doboz felől áttörte a gátat és elárasztotta az egész határt. A város legmagasabb pontját, az evangélikus nagytemplom hátsó küszöbét az Élővíz-csatorna 1 cm-rel haladta meg (88,75 méterrel a tengerszint felett tetőzött). Csak rendkívüli erőfeszítéssel sikerült a várost megmenteni a pusztulástól. Megelőzésül építették meg egy év múlva körgátat.

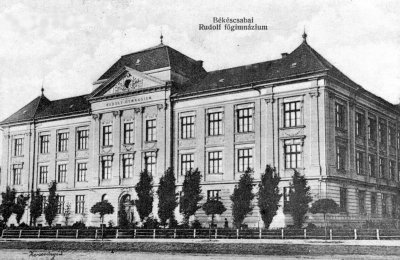
Az evangélikus Rudolf Főgimnázium

A város 1855-ben magán algimnáziumként induló, 1859-től evangélikus algimnáziumként működő iskolája 1899 szeptemberétől nyerte el a nyolcosztályos főgimnáziumi státuszt. A korabeli helyesírás szerint Rudolf főgimnázium épülete, Alpár Ignác tervei alapján, Wagner József és társai kivitelezésében határidőre, 1899. augusztus 15-re készült el.
A város a híres-hírhedt Viharsarok egyik központja, ahol a század elejére az anyagi egyenlőtlenségek, a szűk körű választójog és egyebek miatt igen nagy elégedetlenség alakult ki a parasztság és a munkásság körében. A nemzetközi munkásmozgalom hatására 1891-ben a városban is meg akarták ünnepelni május 1-ét, a tüntetést azonban betiltották. A csendőrök végül tüzet nyitottak a tüntetőkre., Az elégedetlenség a környék több más városában is megmozdulásokat eredményezett, ill. kiemelkedett a század végére az ún. agrármozgalom.

Fő tér – 1915

### 20. század
1911. május 11-én lőtte le Zsilinszky Gábor, Bajcsy-Zsilinszky Endre testvére egy vitában Áchim L. Andrást, a radikális reformokat követelő, lobbanékony természetű képviselőt, a pártalapító (Magyarországi Parasztpárt) parasztvezért, aki halálosan megsebesült.

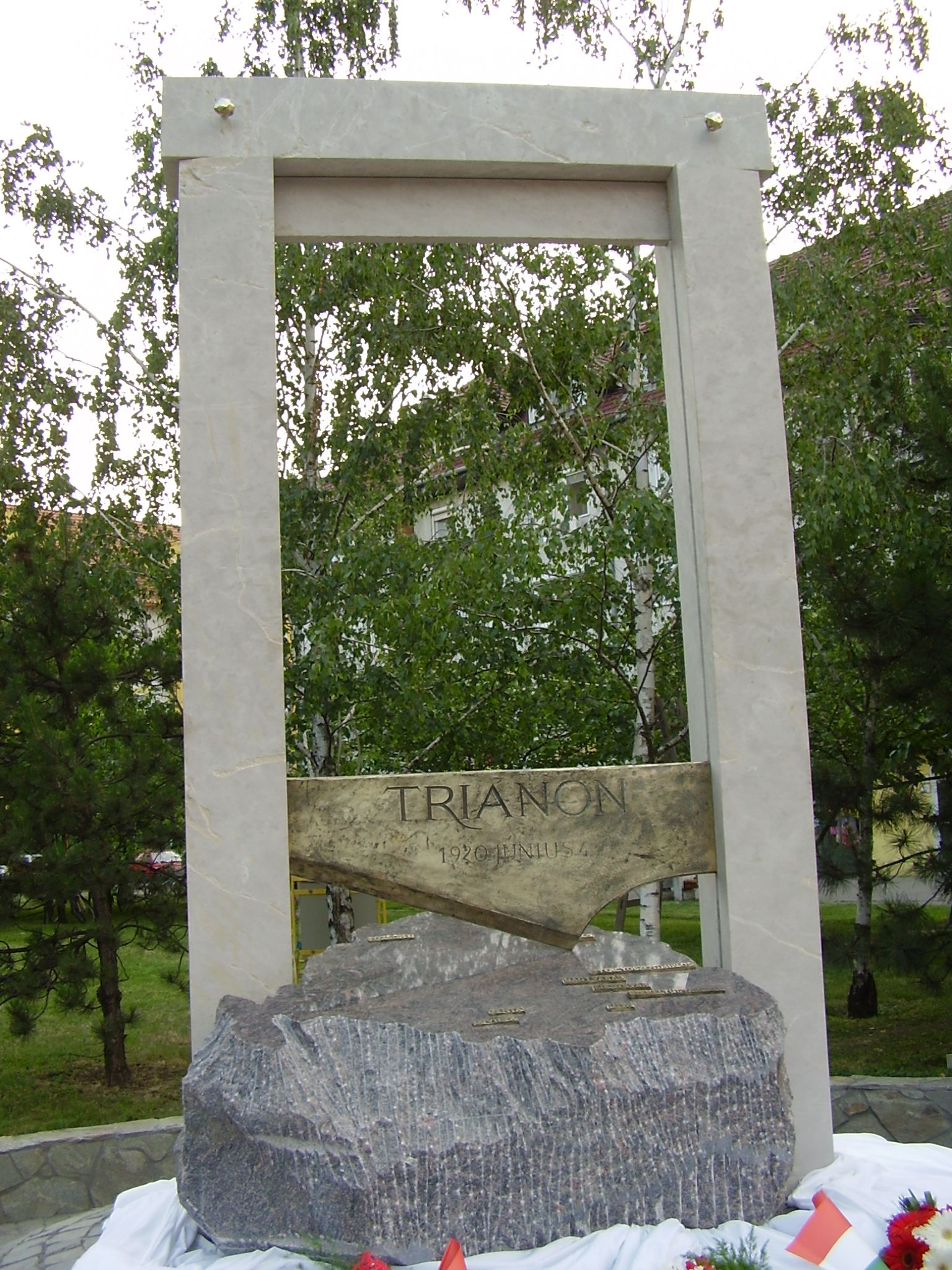
A 2008. június 4-én átadott Trianon-emlékmű

Az első világháború sok szenvedést hozott. A város fiai a híres 101. gyalogezredben és a 4.sz gyalogezredben harcoltak, a keleti fronton, illetve az olasz fronton. Döntő érdemeik voltak a Kőrösmező környéki sikeres védelmi hadműveletekben, majd részt vettek a gorlicei áttörésben is. A harcoknak több mint 963 békéscsabai áldozata volt. Méltó emlékművük a Hősök temetőjében és a központban, a Szabadság téren áll. 1919 és 1920 között Békéscsaba előbb a Tanácsköztársaság diktatúráját, majd a román megszállás nehézségeit viselte. A trianoni békeszerződés után Magyarország elveszítette legnagyobb tiszántúli városait, többek közt Aradot, Temesvárt és Nagyváradot, így Békéscsaba egyike lett azoknak a városoknak, amelyeknek át kellett venniük ezek szerepét. A diktátumra való emlékezésként 2008. június 4-én a békéscsabaiak egy Trianon-emlékművet emeltek, ahol egy angol bárddal felszerelt francia guillotine csap bele Nagy-Magyarországba, ezzel is szimbolizálva a nyugati nagyhatalmak akkori szándékait.
Az első világháború után Békéscsaba rendes tanácsú várossá vált, a trianoni határok egy új régióközponttá tették, gyors fejlődésnek indult. A századfordulón alakult ipari üzemek megerősödtek, a mezőgazdaság megtartotta korábbi jó pozícióit. Szolgáltatóipara régióközponthoz méltó szintre emelkedett.
A második világháború idején 1944-ben két tragikus esemény is megrázta a várost. Június 24. és 26. között több mint 3000 zsidót indítottak útnak Auschwitz felé, akiknek alig 20%-a tért vissza a háború után; szeptember 21-én pedig a brit és amerikai légierő több száz nehézbombázója bombázta a vasútállomást és környékét, 93 ember halálát okozva. A bombázás következtében a vasútállomás és környéke szinte teljesen megsemmisült, több más épület megrongálódott. Emiatt a mai napig foghíjas az állomásépülettel szemben álló tér, az egykori Kakas Szálló helyén. Még több légitámadás is érte a várost, így az összes elhunytak száma 170 fő. A magyar légvédelem összesen kb. 15-20 támadó gépet tudott lelőni. Október 6-án a Szovjetunió Vörös Hadserege elfoglalta, majd megszállta a várost.

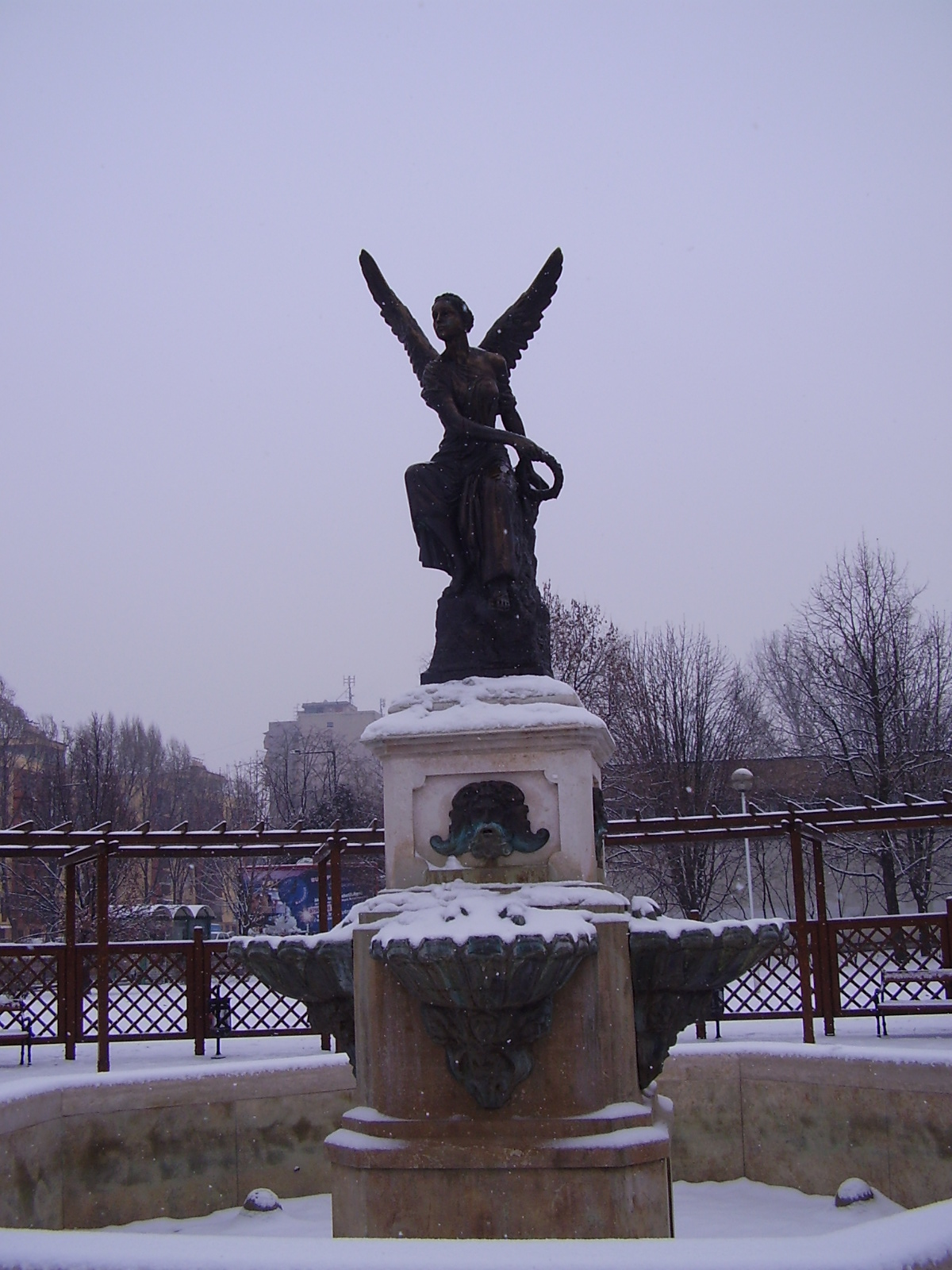
Az Angyalos-kút

A háború után a békéscsabai németeket is kitelepítették, összesen 324 főt. 1947-ben kezdődött a magyar-csehszlovák lakosságcsere, ennek során főleg csallóközi felvidéki magyarokat telepítettek be az itt élő szlovákok (tótok) helyére. Főleg Révkomárom, Gúta, Losonc és Érsekújvár térségéből érkezett sok áttelepített. A város 1941-ben még 52 000 főt számlált, 1949-re ez a szám 43 000-re esett vissza, ezzel a magyar városok közül arányaiban Békéscsaba szenvedte el a második világháború egyik legnagyobb emberveszteségét. Ez többek között annak volt köszönhető, hogy míg Csabát 5500 ember hagyta el az áttelepítések következtében, addig helyettük csak 1700 új betelepített érkezett.

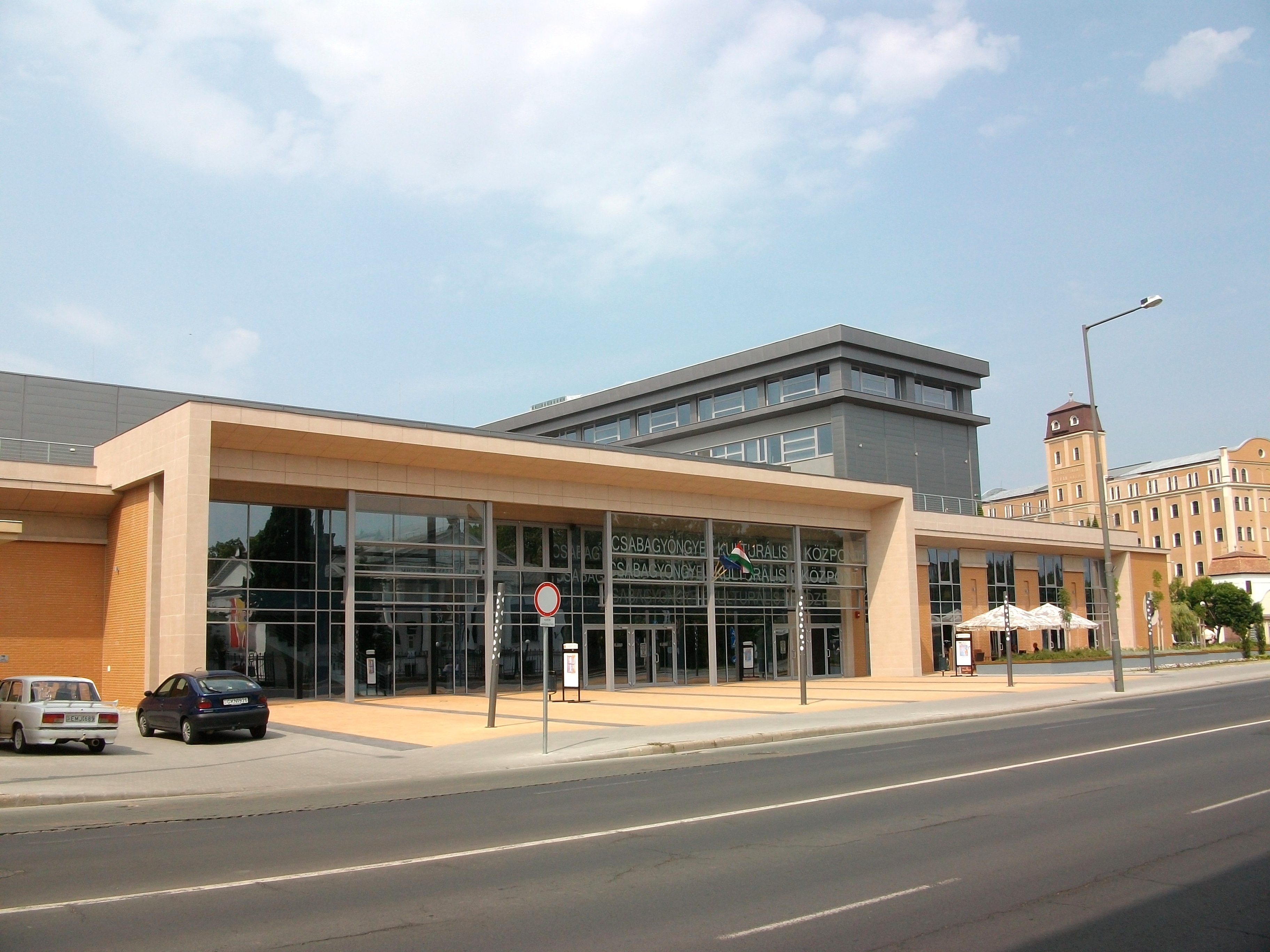
Csabagyöngye Kulturális Központ

Az 1950-es megyerendezés során Békéscsabát Békés megye megyeszékhelyévé nyilvánították. 1956-ban a városban állomásozó honvédségi alakulatok a forradalom mellé álltak, október 23-án a Békéscsabán állomásozó hadosztály katonái levették a Rákosi-címert a sapkájukról. Október 26-án tüntetés zajlott a település központjában, kinyomtatták a 16 pontot. Október 27-én a rendőrség is a tüntetők oldalára állt. A békéscsabai városi – majd megyei – forradalmi bizottság elnökének Fekete Pált választották. Egy napra rá, 28-án betiltották a pártbizottság lapját, a Viharsarok Népét, helyette a forradalmi Kossuth Népe, majd november 1-jétől a Független Újság jelent meg három napig. A településen az időszak során végig rend uralkodott, kilengések nem történtek. Október 30-án néhány városi ÁVH-st őrizetbe vettek. November 4-én az országba beözönlő, harckocsikkal megerősített szovjet csapatok Békéscsabát is megszállták. A városban több helyen is lőtték a szovjet páncélosokat és katonákat, az ellenállás fészkei a forradalmi tanács épülete, valamint a Petőfi utcai Általános Iskola voltak. Több szovjet katona, két rendőr és egy civil vesztette életét. A viszonttűzben egy ember halt meg, emlékét ma emléktábla őrzi a Szabadság téren. November 10-én letartóztatták Fekete Pált, erre a hírre sztrájkok robbantak ki. December 6-án a forradalom budapesti hősei iránti tiszteletadás jelszavával tömeges, néma tüntetés volt a városban, ami az 56-os események utolsó mozzanata volt a településen.
A kibontakozó szocializmus idején a várost Magyarország egyik legfontosabb élelmiszeripari központjává fejlesztették a tervgazdálkodás keretében. Huszonöt év alatt a lakosság száma 42 ezerről 65 ezerre emelkedett, és a lélekszám növekedéséből származó lakáshiányt döntően a paneles építéssel elégítették ki. A hatvanas évektől kezdődően megkezdődött a tervszerű iparosítás, felfutott a baromfifeldolgozás és a nyomdaipar is. Ezenkívül forgácsoló szerszámgépgyár, hajtómű- és felvonógyár, konzervgyár, hűtőház létesült. Ekkor jött létre több kis üzem összevonásából a Kner Nyomda is. A megye gépiparának jelentős bázisa lett a Mezőgép. A hetvenes években épült a Gabonaforgalmi és Malomipari Vállalat nagy gabonatárolója. A nyolcvanas évekre a város lakosságának már több mint fele az iparban dolgozott. A Hunyadi téren 1964-ben átadott autóbusz-pályaudvar 1989-ben átköltözött a Belváros nyugati felén lévő Temető sor-Szabolcs utca-Andrássy út csomópontra, a vasútállomás mellé, ahol az eredeti pályaudvarhoz képest lényegesen nagyobb terminál fogadja az utasokat és közvetlenül át lehet szállni az autóbuszok és vonatok között.
Az 1990-es években, a rendszerváltás után az ipar válságba került, sok termelőüzem bezárt, vagy csak csökkentett kapacitással dolgozott tovább, és rengetegen elveszítették az állásukat. Ez elsősorban az egykori KGST-országok túlfejlesztett kapacitása miatt történhetett, amely a piaci körülmények között életképtelennek bizonyult.

### 21. század
A város a 2000-es évekre már túljutott a mélyponton. Új beruházók is érkeztek, elkészült a város bevásárlóközpontja, a Csaba Center, amely Magyarország legnagyobb ilyen jellegű létesítménye 80 000 m² bruttó alapterülettel. Felújították a strandfürdőt, megépült az elkerülőút, a négysávos, gyorsforgalmi autóút Gyula felé, és átadták a repülőteret. Megújult a város sétálóutcája, két tere, új épületbe költözhetett az Andrássy Gyula Gimnázium és Kollégium is. A 2000-es évek végén is nagy beruházások zajlottak, többek között a Budapest Bank új bankműveleti központot épített, illetve a Tondach Magyarország Rt. – napjainkban Wienerberger-Tondach – felfuttatta a tégla- és cserépgyártást, 8,5 milliárd forintos beruházási értékben új gyáregységet telepített az egykori Jaminai Téglagyár területén.

#### Energiahatékonysági törekvések, okosváros-beruházások

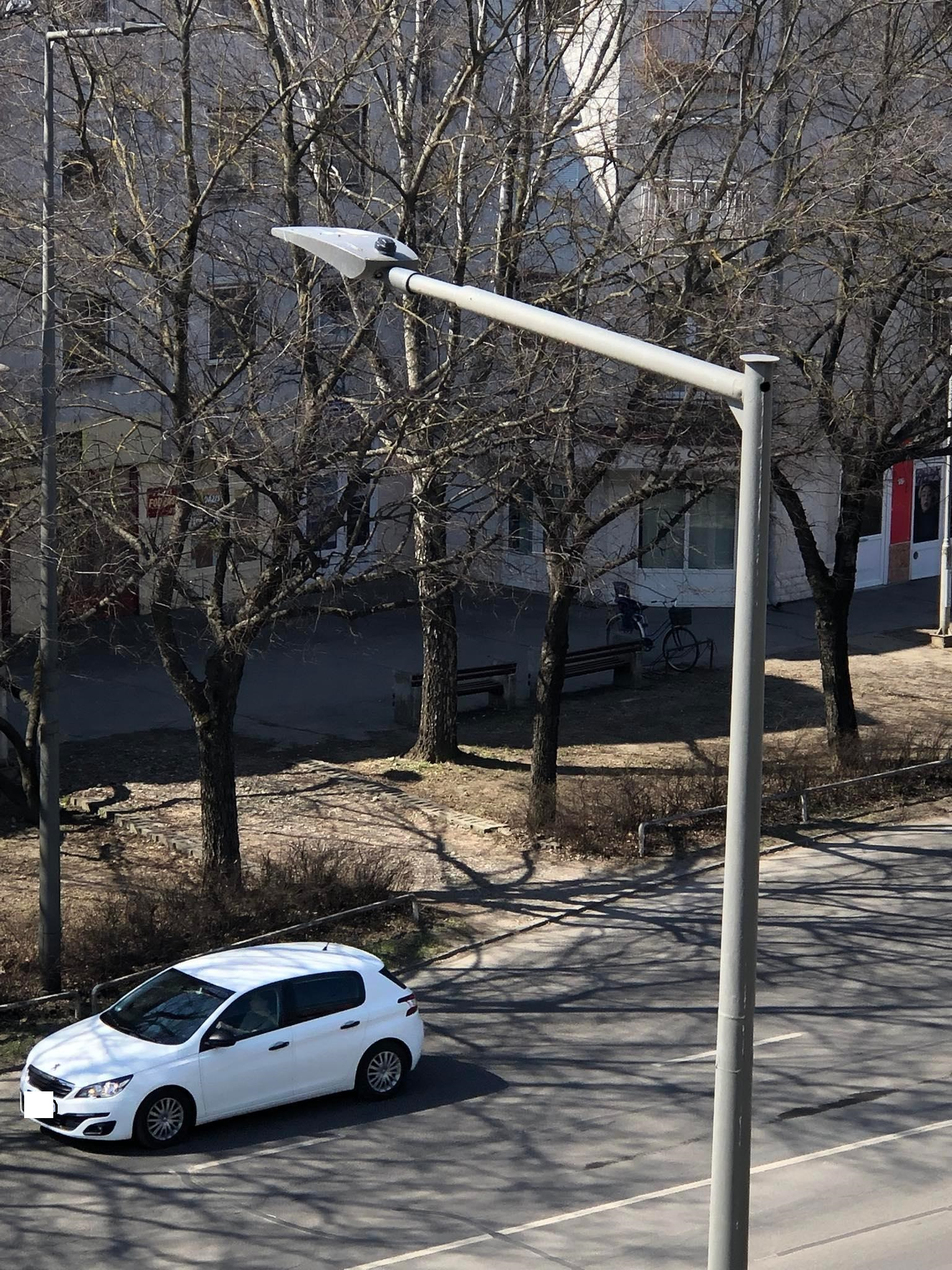
Közvilágítási lámpatest, kiegészítve a Bluetooth és Zigbee-kapcsolattal, akár a földről való programozást és ellenőrzést lehetővé tevő eszközzel

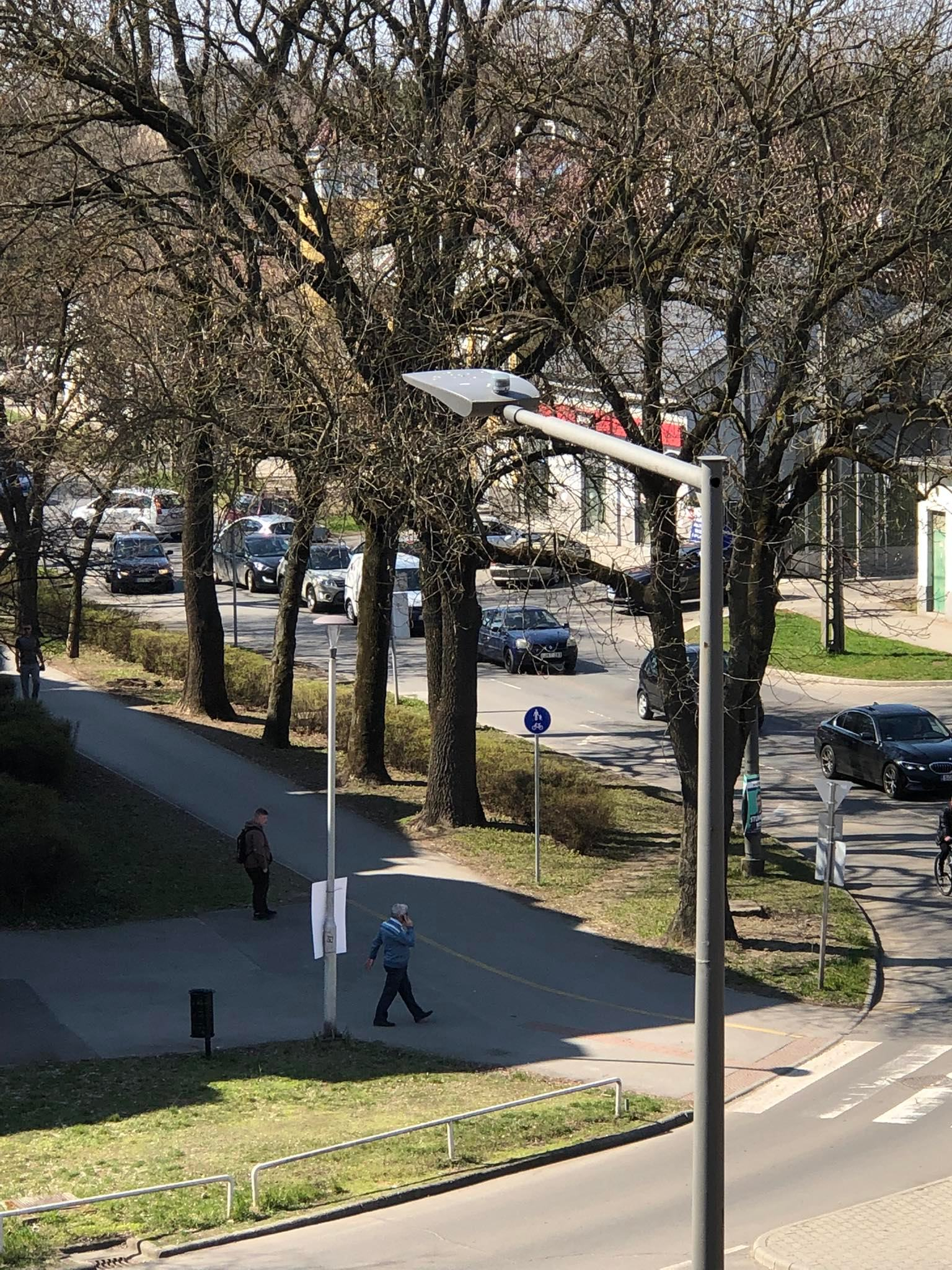
Közvilágítási lámpatest, kiegészítve az IoT-kapcsolattal, számítógépről való programozást és ellenőrzést lehetővé tevő eszközzel

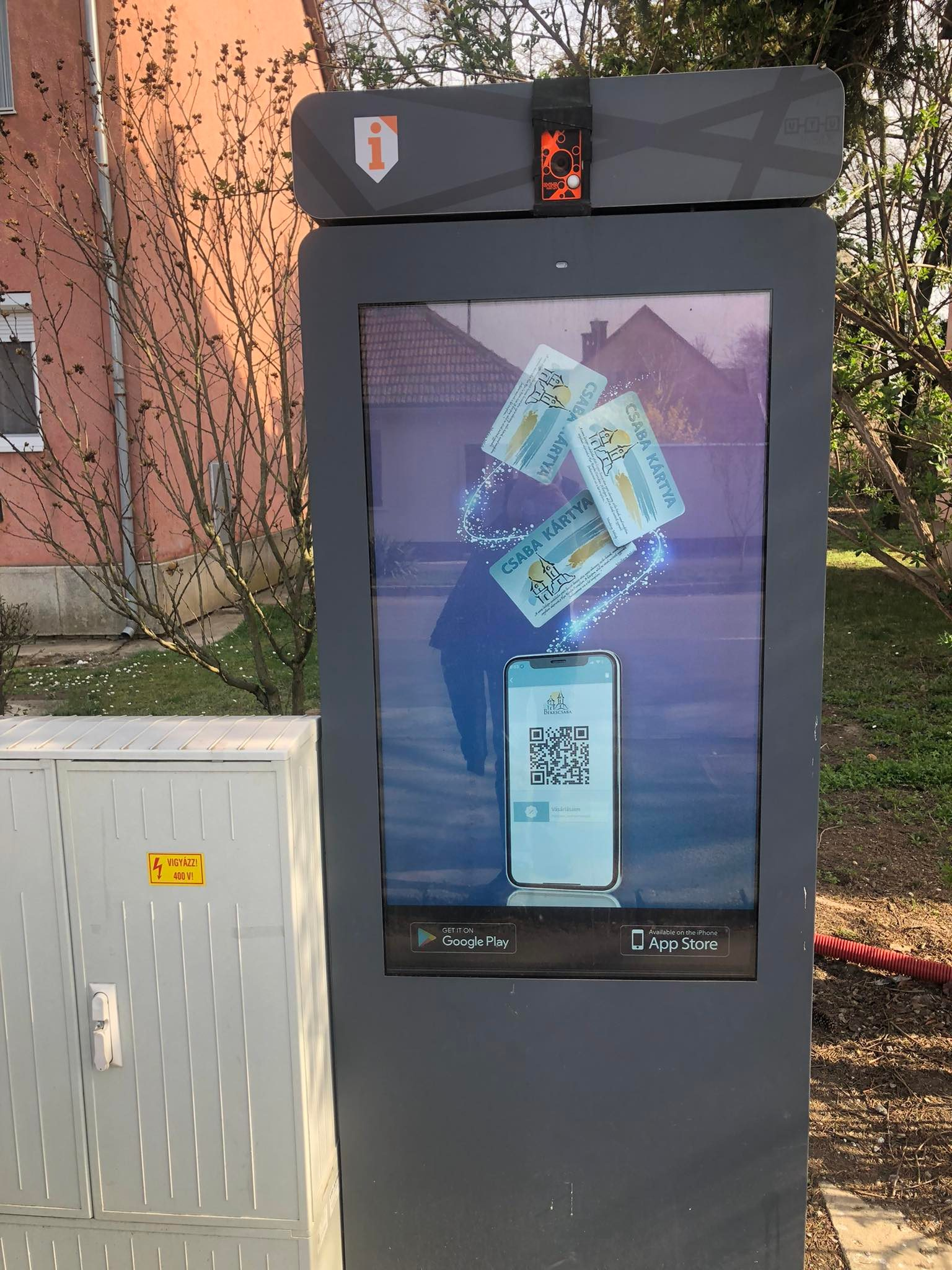
Információs totemoszlop

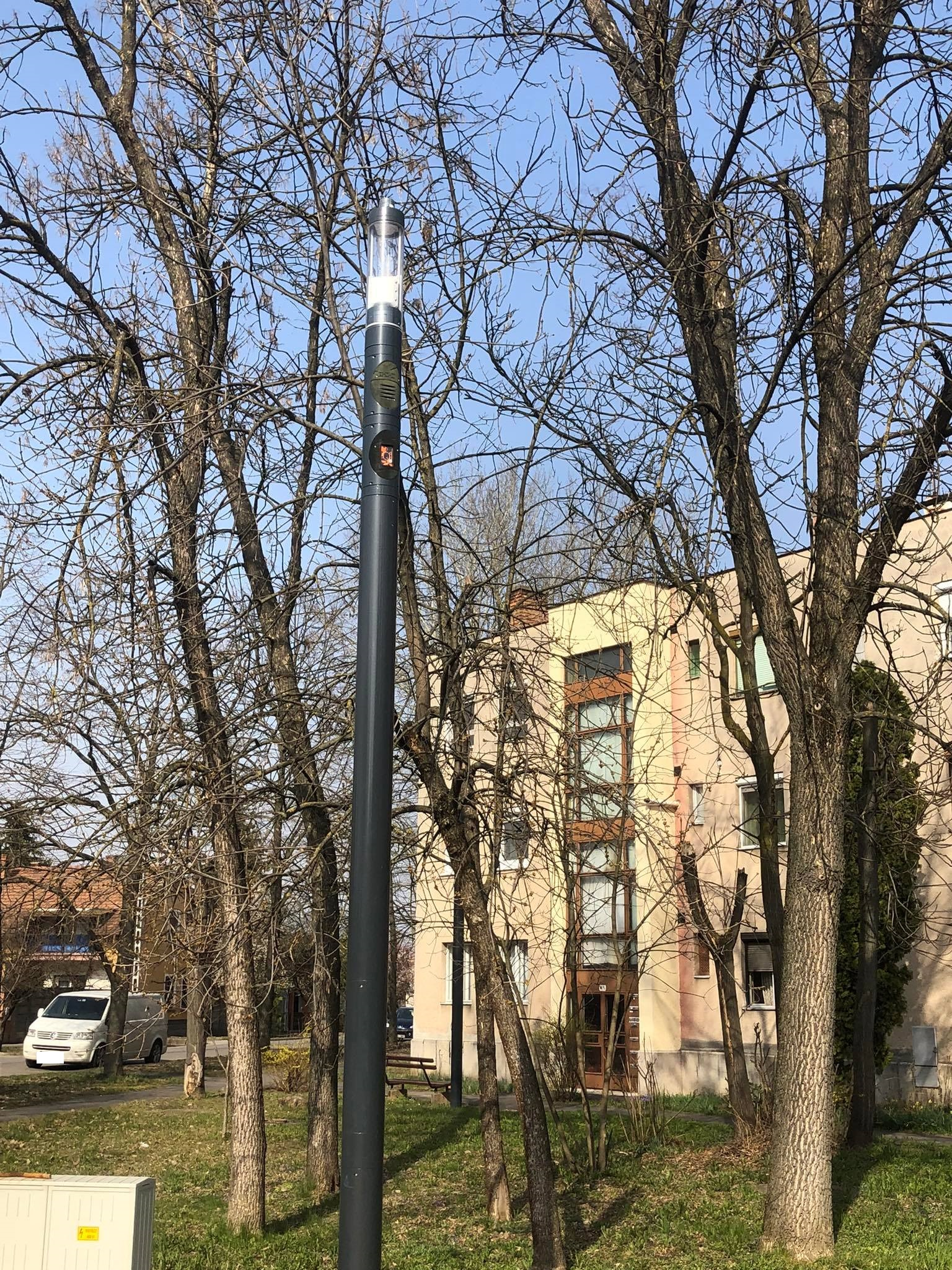
Moduláris felépítésű közvilágítási oszlop, integrált wifi egységgel, környezetterhelés-figyelő szenzorral és forgalomszámláló szenzorral (fentről lefelé)

Jelentős mérföldkő volt a városi infrastruktúra energiahatékonyságának javításában a 2020-as, 2021-es évben az úgynevezett smart grid rendszer megalapozása. Egy olyan villamosenergia-átviteli hálózat, mely a fogyasztóktól gyűjtött fogyasztási mintázatok alapján és az aktuális igények függvényében látja el őket elektromos energiával. A projekt I. ütemének keretében a sportcsarnok és a vívócsarnok mellett megvalósult egy 1,3 MWp teljesítményű napelempark felépítése, ehhez kapcsolódóan egy 2,4 MWh kapacitású és 1,2 MW teljesítményű, lítiumion-akkumulátoros villamosenergia-tároló telepítése, valamint a vezérlőközpont kialakítása és a szoftver beüzemelése, mely felügyeli a sportlétesítmények fogyasztását és ehhez igazítja a kitáplált energiát, illetve rendszeresen termelési és fogyasztási előrejelzést készít. A rendszert egy önkormányzati tulajdonú 11 kv-os illetve 0,4 kv-os erőátviteli, segédenergiaellátó és kommunikációs hálózat köti össze, mely lehetőséget biztosít arra, hogy az országos hálózat üzemszünete esetén is biztosítva legyen az áramellátás, ebben az esetben az áramot teljes mértékben az energiatárolóból szolgáltatják. A rendszer bővíthető, így később a város számos további területére kiterjeszthető lesz, így lehetséges lesz a közvilágítási hálózat mérőhelyeinek és az önkormányzati létesítmények mérőhelyeinek csatlakoztatása is. A rendszer közvetlen összeköttetésben áll az MVM Zrt. Corvin utcai villanytelepével, az összekötő kábelhálózat a város árvízvédelmi körtöltése, azaz a Körgát mentén került kialakításra, körülbelül a Cserkész tér, Erdélyi sor, Ilosvai utca vonalán.
A 2020-as és 2021-es évben valósult meg a közvilágítás korszerűsítése, melynek során 6953 darab új beszerzásű LEDes lámpatestet szereltek fel a városi közterületeken, elsősorban az elavult technológiának számító kompaktfénycsöves és nátriumégős lámpatesteket váltva, másrészről a régebbi gyártmányú, vagy nem megfelelő hatékonyságú LEDes lámpatesteket cserélve; a leginkább szükséges helyeken fénypontok bővítésére sor került, összesen 99 helyszínen született új fénypont. Mintegy 1604 darab fényponton, jellemzően a főutak, nagy forgalmú lakossági gyűjtőutak és belvárosi terek közvetlen környezetében, olyan LEDes lámpatestet szereltek fel, vagy látták el a szükséges eszközökkel a már meglévő, üzemelő berendezést, mellyel lehetőség van rá, hogy az erre szakosodott csoport számítógépes rendszeréről, IoT vezérléssel átállítsák a fényerőt, illetve rendszeres visszajelzést kapnak az energiafogyasztásukról és ha van, a felmerülő hibákról; emellett 1685 darab lámpatest esetében a helyszínen, bluetooth és Zigbee-kapcsolattal lehetőség van a földről történő szoftveres vezérlésre, beállításaik módosítására. A két irányítástechnika, a távellenőrzés- és vezérlés, illetve a földről történő ellenőrzés és vezérlés között a műszaki megoldás tesz különbséget, hogy NEMA foglalattal és ehhez kapcsolt IoT-csatlakozóval, vagy bluetooth-csatlakozóval van-e szerelve a lámpatest. Az ilyen kiegészítő eszközökkel nem rendelkező lámpatesteknél, számszerint 3364 darab lámpánál, csak közvetlenül a beépített meghajtón lehet a fényáramszabályozás beállításait módosítani, megkövetelve az emelőkosaras autó használatát. A 6953 darab új lámpatest felszerelése és 585 darab meglévő lámpatest IoT- vagy bluetooth-csatlakozóval való kiegészítése mellett 225 darab meglévő LEDes lámpatestet helyeztek át a hálózat fénytechikai optimalizálásának céljából, illetve 26 darab moduláris felépítésű világítási oszlopot is beszereztek. A hálózat fel- és lekapcsolási rendje is változott azáltal, hogy a korábbi időkapcsolós rendszert felváltotta az alkonykapcsolós vezérlés.
Ugyanezen beruházás másik jelentős részét képezte, hogy egy új városüzemeltetési keretrendszer került kialakításra. A szoftveren egyfelől több rétegre bontható térképen láthatóak a város közművei és közterületi infrastruktúrája, berendezési tárgyai, növényállománya, másfelől az aktuális projektek térképen való ábrázolására és listázására is lehetősége van az önkormányzat munkatársainak. A város forgalmas közterületein 36 darab, a lakosság számára ingyenesen igénybe vehető WiFi-pont, 39 darab forgalomszámláló- és parkolóhely-igénybevételt felügyelő optikai szenzor, valamint 11 darab, hőmérsékletet, páratartalmat, környezeti zajszintet, szálló port, légnyomást és szén-dioxid koncentrációt mérő környezetterhelés-figyelő szenzor került felszerelésre, illetve 9 darab úgynevezett információs totemoszlop, melyek ugyancsak rendelkeznek integrált WiFi-egységgel, forgalomszámláló szenzorral és környezetterhelés-figyelő szenzorral. A szenzorok által gyűjtött információkat, illetve a városi internethálózat és totemoszlopok adatforgalmának információit ugyancsak a városüzemeltetési szoftverbe gyűjtik, és részletesen visszakövethetőek. A keretrendszer úgy került kialakításra, hogy abba további rendszerek is integrálhatóak legyenek, ilyen például a Schréder Exedra szoftver, mely a lámpatestek távfelügyeletét és kataszteri térképét biztosítja.
A város további energetikai beruházásokat kivitelez és tervez a 2022-es évben. Köztük van a geotermikus hőhasznosítás projektje, melynek keretében a Nádas soron geotermikus termelőkutat fúrtak, ahonnét távhővezetéken jut el a kitermelt víz a Gyulai úton található, a városi sportcentrum mellett elhelyezkedő hőközpontba. A lehűlt vizet a központ mellett lefúrt két visszasajtoló kúton engedik vissza a talajba, a hasznos, tisztított melegvizet pedig a primer távhőrendszeren juttatják el az önkormányzat tizenkilenc környező, nagy fűtés- és így alapból nagy szénhidrogén-igényű létesítményébe, melyben sportépületek (Sportcsarnok, Vívócsarnok, Atlétikai centrum, Kórház utcai stadion és kapcsolódó objektumai), kulturális létesítmények (CsabaPark rendezvénycsarnok és pálinkamúzeum) és a Békéscsabai Gyermekélelmezési Központ székhelye találhatóak. A rendszer kialakításának és üzembehelyezésének határideje eredetileg 2022. december 31-e volt, azonban az orosz-ukrán háború miatt kialakult alkatrészellátási problémák miatt 2023 márciusában a határidőt 2023. szeptember 5-re módosították. 2023. augusztus 28-án a határidőt ismét meghosszabbították, mivel jelentős eszközbeszerzések és pótmunkák váltak szükségessé, azonban a kormányzati támogatásra irányuló kérelmek nem kerültek ezidáig elbírálásra. A projekt szorosan kapcsolódik a smart grid rendszer kialakításához is, olyan tekintetben, hogy kiemelt szerepe van a sportcentrum meglévő két létesítménye, illetve a tervezett multifunkciós sportcsarnok és versenyuszoda energiahatékonyságának biztosításában, illetve a smart grid szoftver direkt úgy került kifejlesztésre, hogy alkalmas legyen a geotermikus rendszer monitorozására is.
A 2020-es években két további energetikai fejlesztést terveznek megvalósítani, melyek egyfelől újabb területeken jelentetnék meg a fenntartható város koncepcióját, másrészt a már meglévő, megvalósított elemekkel is erősen összefüggnének. 2022 márciusára elkészültek a smart grid rendszer II. ütemének megvalósítási tervei. A beruházás során a Szarvasi úton, valamint az Építők útján alakítanának egy-egy 2 MW teljesítményű napelemparkot, ezekhez kapcsolódóan egy-egy darab, 2 MW teljesítményű és 2 MWh kapacitású villamosenergia-tárolót helyeznének el, illetve megvalósítanák a szükséges üzemirányítási rendszereket. A megtermelt árammal elsődlegesen a város tervezett elektromos autóbuszállományát látnák el, a fennmaradó részét pedig értékesítenék a rendszerszintű szolgáltatások piacán. A kialakított rendszer egyúttal lehetőséget adna rá, hogy a magánszektorban és az állami szektorban jelenlévő energiatermelők is bekapcsolódjanak a villanyáram-kereskedelembe. Fontos cél az is, hogy az immár Magyarországon is legális energiaközösségek számára a rendszer kiegyenlítő energiát tudjon majd biztosítani.
Ugyancsak tervezi az önkormányzat megvalósítani az új elektromosbusz-telephely megvalósítását, mely egy autóbusz-szervizcsarnokot és a szükséges irányítási és személyzeti helyiségekkel rendelkező irodaházat foglalna magába, illetve a belső úthálózathoz kapcsolódó parkolókat és a Szarvasi úton egy meglévő közúti csomópont fejlesztését és jelzőlámpás rendszer kialakítását valósítanák meg. A telep a smart grid II. ütemében megépülő napelemparkkal egy területen kerül kialakításra, a napelemek által termelt áram egy részével a telephely elektromos hálózatát, beleértve az autóbusztöltőket, látnák el, de mindezt úgy valósítják meg, hogy a napelemes ellátástól függetlenül is működőképes legyen. Úgynevezett ITS-t, azaz intelligens közlekedési rendszert (Intelligent Traffic System) fejlesztenek, mely a már említett városüzemeltetési rendszerbe integrálásra kerül. Ehhez kapcsolódóan számos városi buszmegállóban kerülnek digitális tájékoztató eszközök elhelyezésre, illetve a teljes autóbusz-hálózatra informatikai tervet készítettek.

## Közigazgatás

### Városi jelképek és szimbólumok

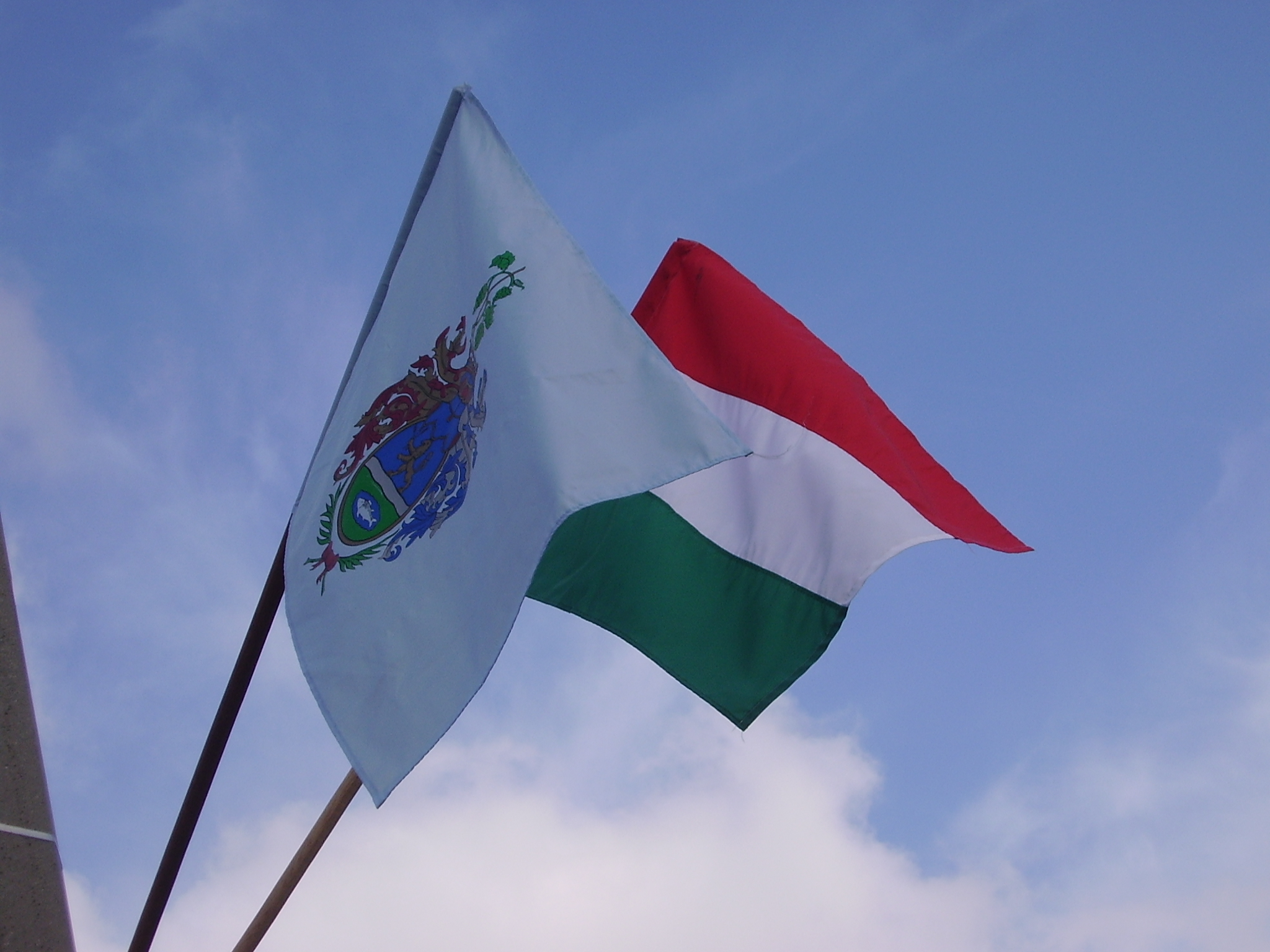
A város zászlaja a magyar trikolórral a kolbászfesztivál idején

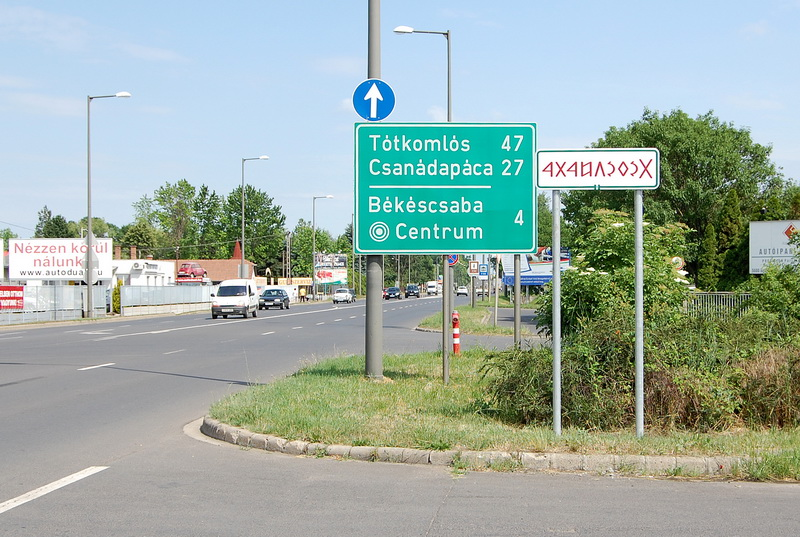
Rovásos helynévtábla Békéscsaba bevezető útján

Békéscsaba címere aránylag szokatlan a mai magyar városok között, ugyanis két olyan elem is található benne, aminek ma már nem sok köze van a településhez. A nagyjából ovális alakú belső részben egy oroszlán áll, ami két búzaszálat tart. Az oroszlán a vármegye jelképe, míg a búza egyértelmű utalás a megye és város kiemelkedően jó adottságú földjeire, ahol igen nagy arányban termelnek búzát. Az oroszlán alatt egy hal „úszik a vízben”, ami a hajdan itt kanyargó Fehér-Körösnek állít emléket. Ez az egyik olyan elem, amely ma már szorosan nem kapcsolódik a városhoz. Mivel a folyónak új medret ástak Szanazug és Békés között, ezért az jóval távolabb került a várostól, és a vízi élővilág ma már csak helyenként jellemzi az Élővíz-csatornát. Az oválist mindkét oldalról stilizált levelek veszik körül bordó-sárga, illetve kék-szürke (heraldikailag vörös-arany és kék-ezüst) színben. E fölött egy lovagi páncél fejvértje látszik, amin egy korona található. A korona fölött van a másik olyan elem, ami ma már nem teljesen igaz a városra: a szőlő. A 19. században még igen sok szőlő termett a város körül, Stark Adolf itt nemesítette a Csabagyöngye fajtát. A szőlőtőkék nagy része azonban áldozatul esett a filoxérának, majd a nagyüzemi mezőgazdasági művelésnek. Ma már elvétve található szőlő a város közigazgatási határán belül.
Békéscsaba zászlaja a város címerével ellátott lobogó.
A városnak 2001 óta van saját logója, amit egyre gyakrabban használnak különböző kiadványokon, reklámanyagokon. A város saját leírása szerint feladata a város emblematikus megjelenése. A két evangélikus templom egymás melletti stilizált ábrázolása a város legjellemzőbb formai eleme. A logó elválaszthatatlan részét képezi a Békéscsaba felirat, amelynek betűtípusa kizárólag Trajan Bold lehet.
A városnak 2000 ősze óta van hivatalos jelmondata, ami a következőképpen hangzik: „Fejlődés és hagyomány”. A mondat megalkotói és a város szerint ez jelképezi a rendszerváltozás óta eltelt időszak Békéscsabáját.

### Politika
Békéscsaba városa az országgyűlési választásokon egymagában alkotja a Békés megyei első számú választókörzetet, így elmondható, hogy az I. választókörzet minden alkalommal reprezentálja is a város lakóinak politikai irányultságát. A mintegy 58 000 békéscsabai szavazó általában hasonlóan az országos trendhez szavazott a múltban, rendszerint kis különbséggel nyertek a jelöltek. Ezért az országgyűlési választásokon egy tipikusan „billegő körzetnek” számít. A városban a rendszerváltás óta mindig a későbbi kormánypárti jelöltek győztek.
Az 1990-es országgyűlési választáson az MDF, az 1994-esen az MSZP, az 1998-ason a Fidesz, a 2002-es és 2006-os választásokon az MSZP, míg a 2010-es és a 2014-es választásokon a Fidesz jelöltje lett a befutó.
Az önkormányzati választásokon más volt a helyzet, Csabán rendszerint az országos átlagnál jobban szerepelt az SZDSZ, illetve az FKGP is. A közgyűlés 1990-2010 között 27 fős volt, ebből tizenhatan a körzetből jutottak be, tizenegyen pedig kompenzációs listán. 1990-től 2006-ig Pap János (SZDSZ) volt a polgármester. A 2006-os önkormányzati választáson Vantara Gyula (Fidesz) győzött, ő 2014-ig irányította a várost. 2014-ben némi meglepetésre a független színekben induló Szarvas Péter lett a polgármester, ezúttal már öt évre.
A közgyűlésben 2006 óta igen erős a jobboldali többség. A 2006-os önkormányzati választáson csupán egy körzetben, Gerlán tudott nyerni kormánypárti politikus, a többi 15-ben ellenzéki siker született. Így a közgyűlésben 15 fős Fidesz–KDNP–Vállalkozók Pártja frakció alakult ki, 7 főt delegált az MSZP (mind kompenzációs listáról), 3 főt az SZDSZ (1 körzeti, 2 listás eredmény) illetve egy-egy hely jutott az MDF és az Együtt Békéscsabáért Egyesület listavezetőinek.

#### Polgármesterek
| Ciklus    | Név           | Jelölő szervezet(ek)       |
| 1990–1994 | Pap János     | nem ismert                 |
| 1994–1998 | Pap János     | SZDSZ-Fidesz               |
| 1998–2002 | Pap János     | SZDSZ                      |
| 2002–2006 | Pap János     | SZDSZ                      |
| 2006–2010 | Vantara Gyula | Fidesz-KDNP-VP             |
| 2010–2014 | Vantara Gyula | Fidesz-KDNP                |
| 2014–2019 | Szarvas Péter | független                  |
| 2019–2024 | Szarvas Péter | Hajrá Békéscsaba Egyesület |
| 2024–     | Szarvas Péter | Hajrá Békéscsaba Egyesület |

### A 2024-es önkormányzati választás eredménye
- A polgármester-választás eredménye[61]

| Jelölt neve    | Jelölő szervezet(ek) | Jelölő szervezet(ek)                        | Szavazatok száma | Szavazatok aránya |
| -------------- | -------------------- | ------------------------------------------- | ---------------- | ----------------- |
| Szarvas Péter  |                      | Hajrá Békéscsaba                            | 15 951           | 61,73%            |
| Bodóczi István |                      | Patrióta Békéscsaba Egyesület               | 5389             | 20,85%            |
| Pap János      |                      | DK – MSZP – Párbeszéd- ZÖLDEK - Nép Pártján | 2848             | 11,02%            |
| Gyebnár Dávid  |                      | Mi Hazánk                                   | 1654             | 6,40%             |
| Összesen       |                      |                                             | 25 842           | 100%              |

- A képviselőtestület-választás eredménye[62]

| Párt | Párt                                   | Mandátumok | Képviselő-testület | Képviselő-testület | Képviselő-testület | Képviselő-testület | Képviselő-testület | Képviselő-testület | Képviselő-testület | Képviselő-testület | Képviselő-testület | Képviselő-testület | Képviselő-testület | Képviselő-testület | Képviselő-testület |
| ---- | -------------------------------------- | ---------- | ------------------ | ------------------ | ------------------ | ------------------ | ------------------ | ------------------ | ------------------ | ------------------ | ------------------ | ------------------ | ------------------ | ------------------ | ------------------ |
|      | Hajrá Békéscsaba                       | 7          | P                  |                    |                    |                    |                    |                    |                    |                    |                    |                    |                    |                    |                    |
|      | Patrióta Békéscsaba Egyesület          | 4          |                    |                    |                    |                    |                    |                    |                    |                    |                    |                    |                    |                    |                    |
|      | Fidesz – KDNP - Polgárok Békéscsabáért | 4          |                    |                    |                    |                    |                    |                    |                    |                    |                    |                    |                    |                    |                    |
|      | Független                              | 1          |                    |                    |                    |                    |                    |                    |                    |                    |                    |                    |                    |                    |                    |
|      | Mi Hazánk                              | 1          |                    |                    |                    |                    |                    |                    |                    |                    |                    |                    |                    |                    |                    |

## Demográfia
Békéscsaba lakónépessége 2022. október 1-jén 55 164 fő volt, ami Békés vármegye össznépességének 17,5%-át tette ki. A 2011-es népszámlálás óta 6886 fővel csökkent a város lakosság száma. Ebben az évben az egy km²-re jutó lakók száma, átlagosan 284 ember volt. Békéscsaba népesség korösszetétele igen kedvezőtlen. 2022-ben a város lakónépességének a 13%-a 14 évnél fiatalabb, míg a 65 éven felülieké 24% volt. 2022-ben a férfiaknál 71,2, a nőknél 78,2 év volt a születéskor várható átlagos élettartam. A legmagasabb befejezett iskolai végzettség szerint az érettségi végzettséggel rendelkezők élnek a legtöbben a városban 18 844 fő, utánuk a következő nagy csoport a diplomával rendelkezők 11 670 fővel. 2022-ben a 6 évnél idősebb népesség 84%-nál volt internet elérési lehetősége. A népszámlálás adatai alapján a város lakónépességének 7,2%-a, mintegy 3972 személy vallotta magát valamely kisebbséghez tartozónak. A kisebbségek közül szerb, cigány és német nemzetiségűnek vallották magukat a legtöbben.
Békéscsaba a középkorban egy kis falu volt Csaba néven, a mai városterületen 13 falu terült el. A török kori pusztulás után teljesen újra kellett telepíteni a várost. A lakosság létszáma lényegesen gyorsabban emelkedett az országos átlagnál, egészen az 1900-as évekig. Ezután az országos átlagnak megfelelő volt a trend, az 50 000-es határt 1941-ben lépte át a népesség. A háborús veszteségeket, kitelepítéseket csak 1960-ra heverte ki a város, mikorra ismét elérte a fél százezer főt a lélekszáma. 1960–1980 között intenzíven emelkedett a lakosságszám az iparosítás miatt, az igényeket döntően paneles építéssel elégítették ki. 1980–2001 között lényegében stagnál a népesség, majd 2001 után indult meg a város népességének csökkenése, ma már kevesebben laknak Békéscsabán, mint 1970-ben. A legtöbben 1980-ban éltek a városban, 68 044-en.
A 2022-es népszámlálási adatok szerint a magukat vallási közösséghez tartozónak valló békéscsabaiak enyhe többsége római katolikusnak tartja magát. Emellett jelentős közösség a városban még az evangélikusok felekezete.

### Iskolai végzettség
| Iskolai végzettség                | Iskolai végzettség               | Iskolai végzettség | Iskolai végzettség | Iskolai végzettség |
| --------------------------------- | -------------------------------- | ------------------ | ------------------ | ------------------ |
|                                   |                                  |                    |                    | fő                 |
| Általános iskolát nem végezte el  | Általános iskolát nem végezte el |                    | 4354               | 4354               |
| Általános iskola                  | Általános iskola                 |                    | 7629               | 7629               |
| Szakmunkás                        | Szakmunkás                       |                    | 9537               | 9537               |
| Érettségi                         | Érettségi                        |                    | 18 844             | 18 844             |
| Diploma                           | Diploma                          |                    | 11 670             | 11 670             |
| A 2022. évi népszámlálás szerint. |                                  |                    |                    |                    |

A 2001-es népszámlálási adatok alapján, Békéscsabában a legmagasabb befejezett iskolai végzettség szerint az érettségi végzettséggel rendelkezők éltek a legtöbben 17 548 fővel. Második legnagyobb csoport az általános iskolai végzettséggel rendelkezőek voltak 17 142 fővel, utánuk következett a szakmunkás végzettséggel rendelkezők 11 161 fővel, az általános iskolai végzettséggel nem rendelkezőek 10 749 fővel, végül a diplomások 7255 fővel.
A 2011-es népszámlálási adatok alapján, Békéscsabában a legmagasabb befejezett iskolai végzettség szerint az érettségi végzettséggel rendelkezők éltek a legtöbben 18 960 fővel. Második legnagyobb csoport az általános iskolai végzettséggel rendelkezőek voltak 12 431 fővel, utánuk következett a szakmunkás végzettséggel rendelkezők 10 830 fővel, a diplomások 10 354 fővel, végül az általános iskolai végzettséggel nem rendelkezőek 5833 fővel.
A 2022-es népszámlálási adatok alapján, Békéscsabában a legmagasabb befejezett iskolai végzettség szerint az érettségi végzettséggel rendelkezők éltek a legtöbben 18 844 fővel. Második legnagyobb csoport a diplomai végzettséggel rendelkezők voltak 11 670 fővel, utánuk következett a szakmunkás végzettséggel rendelkezők 9537 fővel, az általános iskolai végzettségűek 7629 fővel, végül az általános iskolai végzettséggel nem rendelkezőek 4354 fővel.

### Etnikai összetétel
Békéscsaba hagyományosan a szlovákság egyik nagy múltú központja volt, azonban mára a város elvesztette szlovák (a népnyelv szerint: tót) jellegét.
A 2001-es népszámlálás adatok szerint a város lakossága 67 968 fő volt, ebből a válaszadók 64 152 fő volt, 63 782 fő magyarnak, míg 287 fő cigánynak vallotta magát, azonban meg kell jegyezni, hogy a magyarországi cigányok (romák) aránya a népszámlálásokban szereplőnél lényegesen magasabb. 4 078 fő szlovák, 425 fő német és 293 fő román etnikumnak vallotta magát.
A 2011-es népszámlálás adatok szerint a város lakossága 62 050 fő volt, ebből a válaszadók 52 757 fő volt, 52 700 fő magyarnak vallotta magát, az adatokból az derül ki, hogy a magyarnak vallók száma jelentősen csökkent tíz év alatt, ennek egyik fő oka, hogy többen nem válaszoltak. Az elmúlt tíz év alatt, a nemzetiségiek közül a legjelentősebben a cigányok (441 fő), és a lengyelek (68 fő) száma nőtt. A németek (387 fő) száma kismértékben csökkent, míg a román (396 fő) nemzetiségűnek vallók kismértékben nőtt. A szlováknak vallók száma (2513 fő) majdhogynem megfeleződött, az elmúlt tíz év alatt. A megyén belül, Békéscsabán él a legtöbb magát lengyelnek és orosznak (66 fő), valló nemzetiségi.
A 2022-es népszámlálás adatok szerint a város lakossága 55 164 fő volt, ebből a válaszadók 49 711 fő volt, 49 593 fő magyarnak vallotta magát. Az elmúlt tizenegy év alatt, a nemzetiségiek közül a legjelentősebben az ukránok (90 fő) és a görögök (23 fő) száma nőtt, miközben jelentősen csökkent a szlovákok (1289 fő) és a németek (251 fő) száma. A népszámlálás adatai nem részletezi az el nem ismert nemzetiségeket, de a számuk jelentősen nőtt, 2011 óta 581 főről 1631 főre.

### Vallási összetétel
Békéscsaba lakóinak vallási összetétele 2022-ben
Békéscsaba kezdetben szinte teljesen evangélikus volt, azonban az áttelepítéseknek, valamint a nagyszámú beköltözésnek köszönhetően mára már megfordultak az arányok. Szerepet játszott ebben az is, hogy a környező települések, illetve a környék döntően nem lutheránus, Békéscsaba szigetként áll a térségben. A várostól északra fekvő területek jellemzően református többségűek, kelet-dél felé katolikus az uralkodó irányzat, csupán nyugat felé, a 44-es számú főút mellett fekvő nagyobb települések evangélikus többségűek. Ennek köszönhetően ma már az egyik legheterogénebb vallási szerkezetű várossá vált a magyar települések között. A városban mind a négy történelmi egyháznak áll temploma: 3 evangélikus , két katolikus, egy-egy református és görögkeleti , 2004 óta működik az új zsinagóga is.
A 2001-es népszámlálási adatok alapján, Békéscsabán a lakosság több mint fele (57,7%) kötődik valamelyik vallási felekezethez. A legnagyobb vallás a városban a kereszténység, melynek legelterjedtebb formája a katolicizmus (24,7%). A katolikus egyházon belül a római katolikusok száma 16 470 fő, míg a görögkatolikusok 329 fő. A városban népes protestáns közösségek is élnek, főleg evangélikusok (13 935 fő) és reformátusok (7 399 fő). Az ortodox kereszténység inkább az országban élő egyes nemzeti kisebbségek (oroszok, románok, szerbek, bolgárok, görögök) felekezetének számít, számuk elenyésző az egész városi lakosságához képest (190 fő). Szerte a városban számos egyéb kisebb keresztény egyházi közösség működik. A zsidó vallási közösséghez tartózók száma 15 fő. Jelentős a száma azoknak a városban, akik vallási hovatartozásukat illetően nem kívántak válaszolni (10,3%). Felekezeten kívülinek a város lakosságának 31,5%-a vallotta magát.
A 2011-es népszámlálás adatai alapján, Békéscsabán a lakosság kevesebb mint a fele (39,5%) kötődik valamelyik vallási felekezethez. Az elmúlt tíz év alatt a városi lakosság vallási felekezethez tartozása jelentősen csökkent, ennek egyik oka, hogy sokan nem válaszoltak. A legnagyobb vallás a városban a kereszténység, melynek legelterjedtebb formája a katolicizmus (17,5%). Az elmúlt tíz év alatt, a katolikus valláshoz tartozók száma negyedével esett vissza. A katolikus egyházon belül a római katolikusok száma 10 694 fő, míg a görögkatolikusok 140 fő. A városban népes protestáns közösségek is élnek, főleg evangélikusok (8 012 fő) és reformátusok (4 408 fő). Az ortodox kereszténység inkább az országban élő egyes nemzeti kisebbségek (oroszok, románok, szerbek, bolgárok, görögök) felekezetének számít, számuk elenyésző az egész városi lakosságához képest (115 fő). Szerte a városban számos egyéb kisebb keresztény egyházi közösség működik. A zsidó vallási közösséghez tartózók száma 28 fő. Összességében elmondható, hogy az elmúlt tíz év során a zsidó valláson kívül, minden más egyházi felekezetekhez tartozók száma jelentősen csökkent. Jelentős a száma azoknak a városban, akik vallási hovatartozásukat illetően nem kívántak válaszolni (27,2%), tíz év alatt a triplájára nőtt a számuk. Felekezeten kívülinek a város lakosságának 33,3%-a vallotta magát.
2022-es népszámlálás adatai alapján, Békéscsabán a lakosság kevesebb mint a fele (32,6%) kötődik valamelyik vallási felekezethez. Az elmúlt tíz év alatt a városi lakosság vallási felekezethez tartozása jelentősen csökkent, ennek egyik oka, hogy sokan nem válaszoltak. A legnagyobb vallás a városban a kereszténység, melynek legelterjedtebb formája a katolicizmus (14,7%). Az elmúlt tíz év alatt, a katolikus valláshoz tartozók száma negyedével esett vissza. A katolikus egyházon belül a római katolikusok száma 7415 fő, míg a görögkatolikusok 150 fő. A városban népes protestáns közösségek is élnek, főleg evangélikusok (5658 fő) és reformátusok (3574 fő). Az ortodox kereszténység inkább az országban élő egyes nemzeti kisebbségek (ukránok, románok, szerbek, bolgárok, görögök) felekezetének számít, számuk az elmúlt 11 év alatt enyhén növekedett (126 fő). A zsidó vallási közösséghez tartózók száma 15 fő. Jelentős a száma azoknak a városban, akik vallási hovatartozásukat illetően nem kívántak válaszolni (39,5%). Felekezeten kívülinek a város lakosságának 27,9%-a vallotta magát.

## Gazdaság
Békéscsabán – hasonlóan más alföldi városokhoz – az élelmiszeripar dominált egészen az 1970-es évek elejéig. A Osztrák–Magyar Monarchia idején a magyarországi malomipar egyik központja volt (István-Malom), de a szintén a 19. században alapított Jaminai Téglagyárnak köszönhetően az ország egyik vezető tégla- és cserépipari városává nőtte ki magát. Szintén ebben az időben kezdődött meg Békéscsaba nyomdászvárossá válása, ami a mai napig is meghatározó jelenség. A két világháború között általánosságban jelentős fejlődés nem történt, a második világháború azonban már súlyos károkat okozott a termelőeszközökben. A háború utáni újjáépítést követően egy darabig nem történt érdemi változás, azonban a 70-es években az 1968. január 1-jén bevezetett, központilag elhatározott új gazdasági mechanizmus iparfejlesztési koncepciója jegyében a megyeszékhelyt is iparosították. Azonban ez már nem történt olyan intenzíven, mint az '50-es évek Rákosi rendszerében, a belváros történelmi részét is épségben meghagyták, így máig megőrzött valamit egykori mezővárosi hangulatából. A rendszerváltás után a termelőüzemek döntő többsége csődbe ment, vagy erősen csökkentett kapacitással dolgozott tovább. Egyedüli kivételt talán a nyomdaipar jelentett, ami a mai napig megőrizte versenyképességét, sőt, számos fejlesztés és új beruházás is történt ebben az ágazatban. 2008 áprilisától az országban egyedül Békéscsabán nyílik mód a külföldről behozott használt autók eredetiségét bevizsgálni. Manapság a szolgáltatószektorok részesedése a legnagyobb a gazdaságban, míg az ipar és mezőgazdaság jelentősége fokozatosan csökkenőben van. A foglalkoztatási és munkanélküliségi ráta valamennyivel jobb az országos átlagnál. A város vezetői többször próbáltak nagy, termelőüzemeket a Viharsarok fővárosába csábítani, de rendszeres az elutasítás, mivel gyakorlatilag Békés megye volt sokáig az utolsó, amelyet még nem kapcsoltak be az országos autópálya-hálózatba. Egy 2008-ban publikált felmérés szerint a város tőkevonzás tekintetében a középmezőny alján található, a 23 megyei jogú város közül a 14. Ez a helyzet 2019 októberéig állt fent, amikor is az M44 autóút első részének átadásával jelentősen javult a város megközelíthetősége.

### A város meghatározó gazdasági szereplői

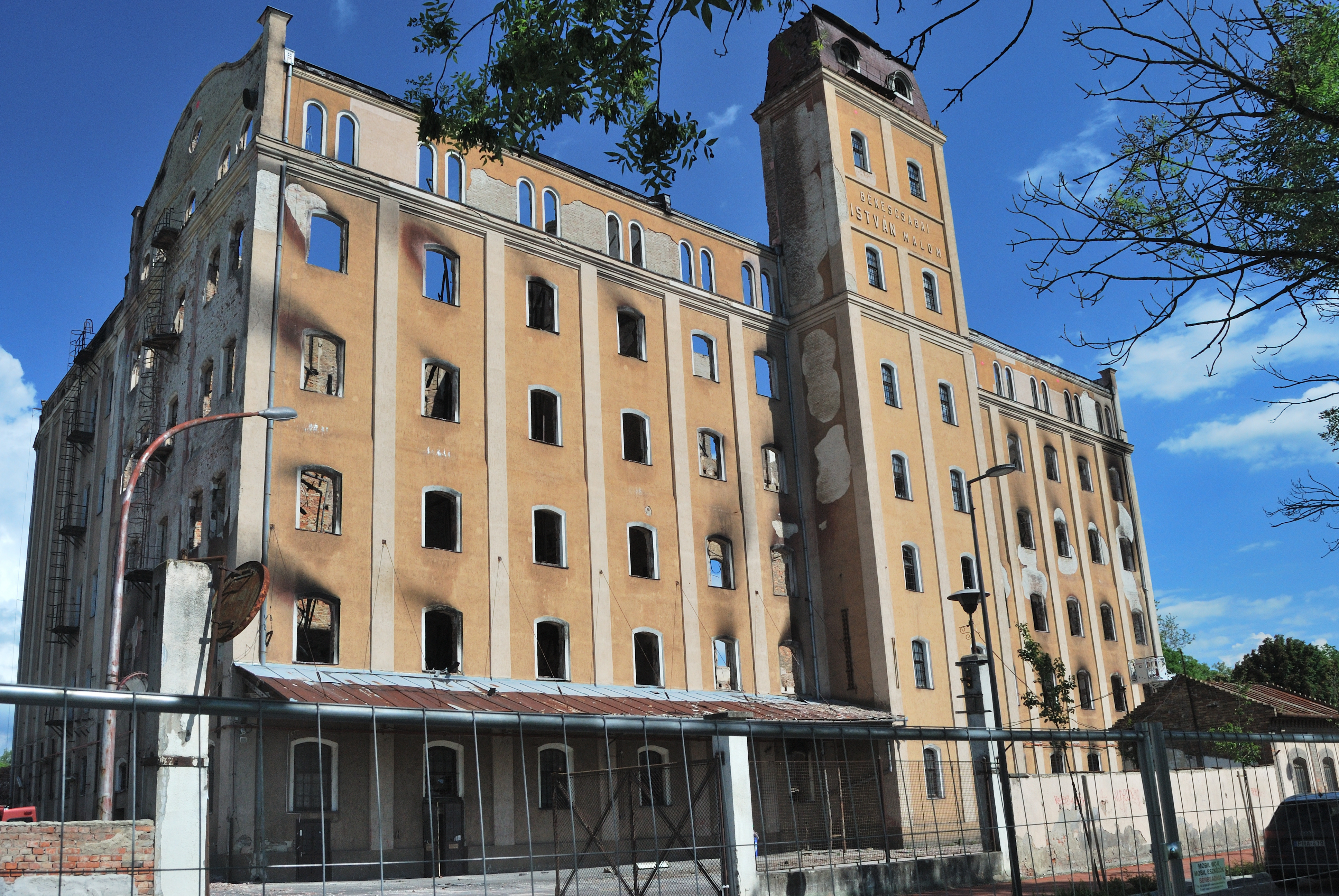
Az István malom épülete négy nappal a 2019. májusi tűzvészt követően

- Konzervipar (Hűtőház, Konzervgyár felszámolás alá került 1999-ben azóta csak részegységei üzemelnek,a hűtőház 2010 óta termelő tevékenységet nem folytat)
- Tésztagyártás (a konzervgyár felszámolával egyidejűleg megszűnt)
- Tégla- és cserépgyártás (Wienerberger-Tondach), Európa legmodernebb és legnagyobb tetőcserép- és kerámiagyára[86])
- Frühwald Beton és Építőanyaggyártó Kft.
- Nyomdaipar (Marzek, Mondi, Hungária, Javipa)[87]
- Elektronikai ipar és autóipar (Hirschmann Car Communication Kft.)
- Gépipar (Linamar Hungária)
- Vasúti gépipar (MÁV-Gépészet)[88]
- Kolbászgyártás (Csabahús Kft.)
- Baromfifeldolgozás (Jelenleg is tárgyalások folynak a Barnevál újraindításáról)[89]
- Nyomásos alumínium öntészet (Csaba Metál zrt.) [90]
- Malomipar, István-malom; termelése megszűnt. A belvárosban éveken át üresen állt műemlék malomépület 2019. május 21-én teljesen kiégett, a tetőszerkezet és a hat szint födémszerkezete beomlott.[91][92]
- Budapest Bank Bankműveleti Központ[93]
- Almáskerti Ipari Park[94]
- Csomagolóanyag-gyártás (Mondi Consumer Flexibles) legnagyobb kelet-európai gyára.

## Közlekedés, infrastruktúra

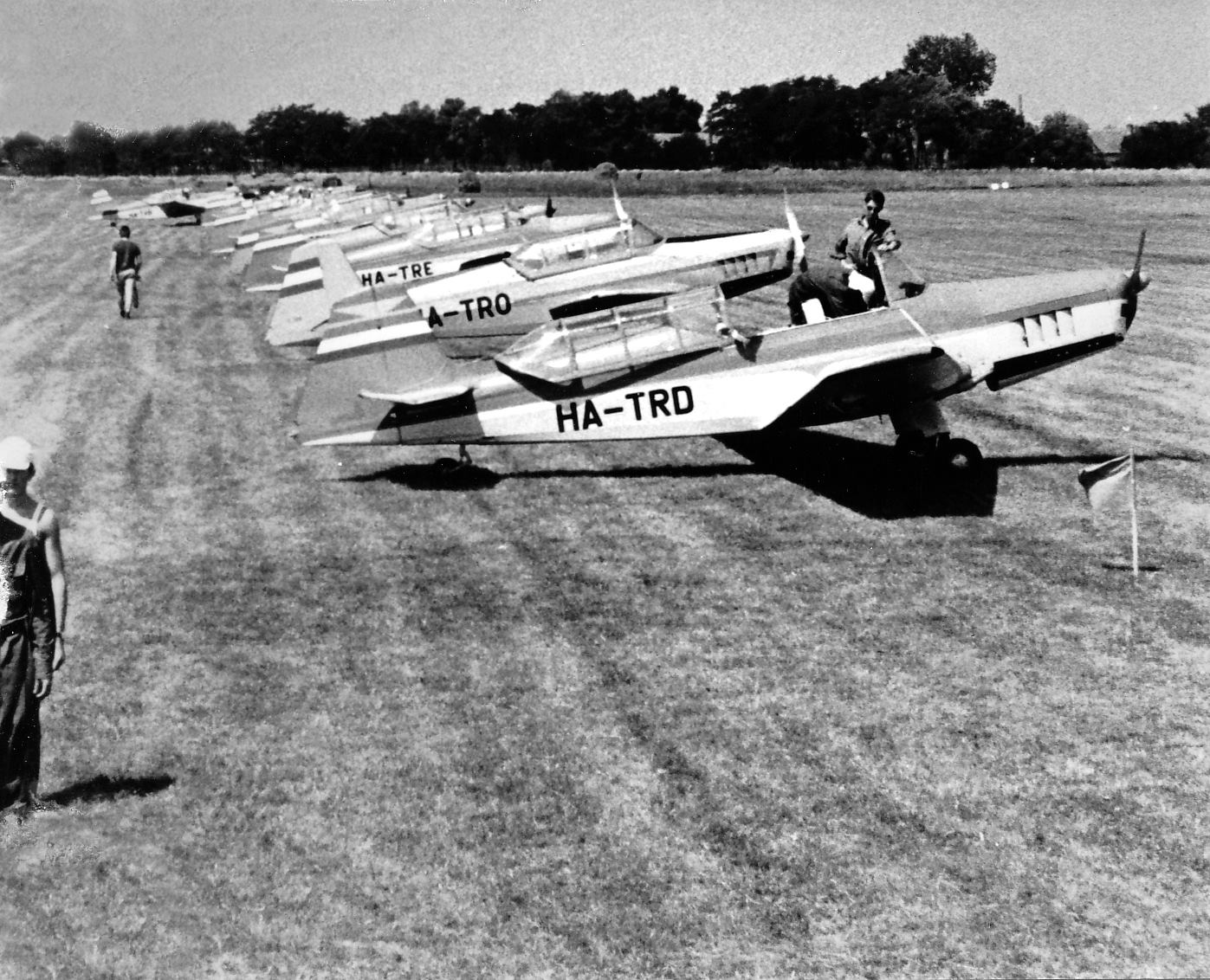
A békéscsabai reptér az 1970-es években

Minden város életében kulcsszerepe van a közlekedés minőségének. Békéscsabán ez leginkább a vasúti és autóbusz-közlekedést jelenti, mivel ez a két közlekedési szakág lényegében teljesen ki tudja szolgálni a város igényeit.

### Közúthálózat

#### Főutak

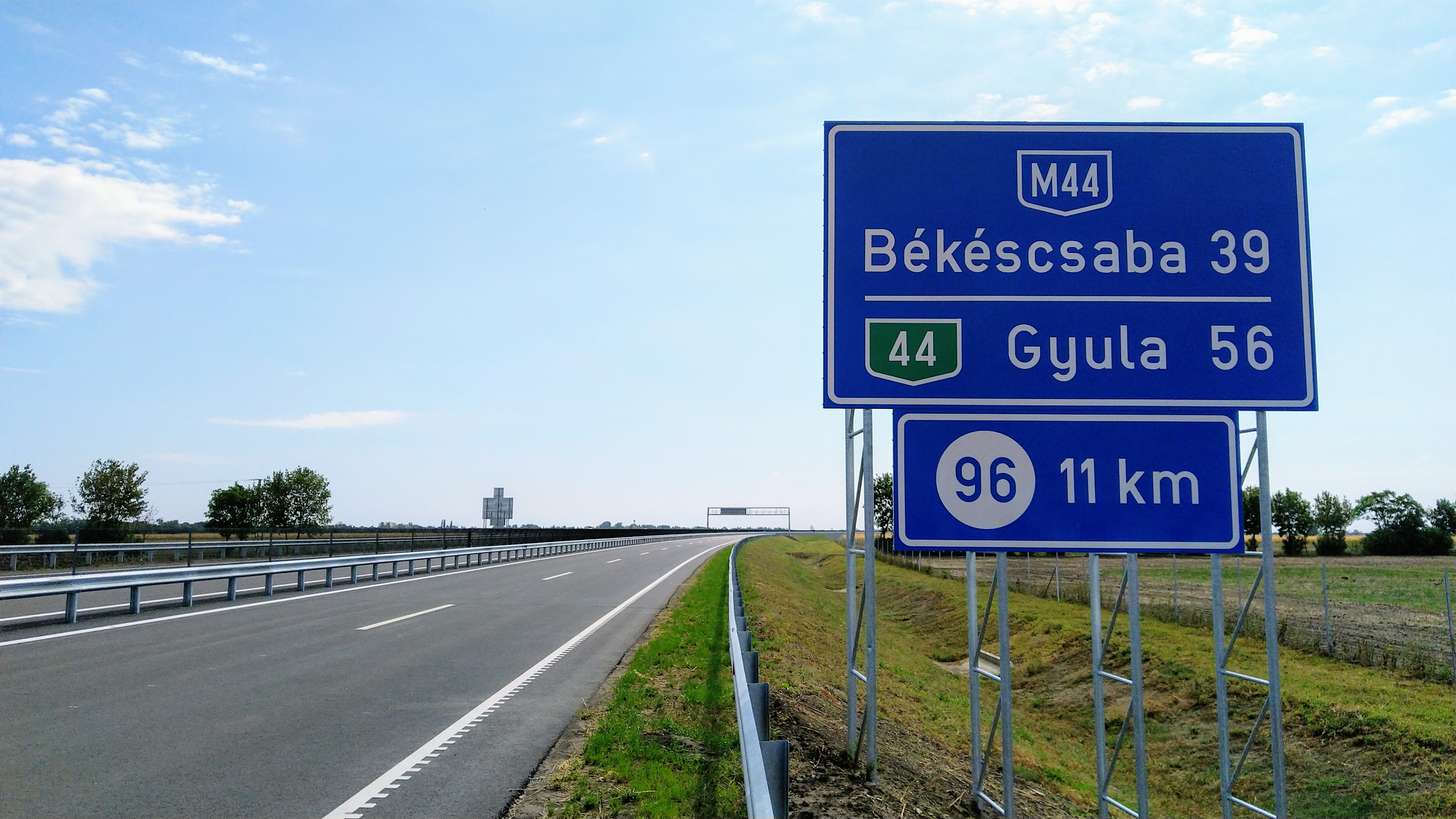
Tábla az M44-es autóút elsőnek átadott szakaszán, amely a békéscsabai végpont távolságát mutatja

Békéscsaba a 44-es és 47-es főutak találkozásánál fekszik, előbbi Kecskemét–Szarvas, illetve Gyula és az országhatár, míg utóbbi Debrecen–Berettyóújfalu–Szeghalom, továbbá Orosháza, Hódmezővásárhely és Szeged irányába biztosít közúti közlekedési kapcsolatokat.
2019 októberétől a megyeszékhely összeköttetése jelentősen javult nyugati irányban, ugyanis átadták az M44-es autóút elsőként elkészült (földrajzilag középső) szakaszát Tiszakürt-Kondoros között. Mivel ez a 61 kilométeres szakasz a 44-es út legzsúfoltabb, leglassabb forgalmú és legtöbb belterületi részt tartalmazó szakaszát tehermentesítette, már ennek átadása is jelentős, akár 20-25 perces időnyereséget jelentett a Békéscsaba és Kecskemét (illetve Budapest) közötti forgalom résztvevői számára. Hasonlóan fontos volt az új út közlekedésbiztonsági szempontból.
Az M44-es autóút építése mindkét irányban folytatódott, egészen 2020. december 11-éig, amikor átadták a Kondoros-Békéscsaba közötti szakaszt. Az építés folytatódott a Tiszakürt-Lakitelek közötti szakasszal, amelyet 2021 decemberében adtak át. A Szentkirály-Lakitelek közötti szakaszt várhatóan 2024 januárjában fognak átadni. A tervek között szerepel a folytatás Békéscsaba-Kondoros közötti szakasz után (nyugat felé) a Gyulai határátkelő, Románia felé. A másik terv az autóút valódi kiinduló pontja, ami eredetileg az M8-as autópályán valósulhatott meg, de az autópályának évekig tartó részletes tervezés és területszerzés szükséges, így egy másik kiindulópontot választottak. Ez az 5-ös főúton fog megvalósulni az M5-ös autópályának Kecskemét északi csomópontján létesülő turbó típusú körforgalomban, ami biztosítja a csatlakozást a sztrádához.

#### Egyéb utak
Az északi elkerülő út átadása előtt a 44-es és 47-es főút is a városközpontban találkozott egymással; az átadás óta a 44-es főút átvezető szakasza a 446-os, a 47-es egykori bevezető szakasza a 470-es számozást viseli; a belvárost délről harántoló főutca számozása 444-es.
A 444-es és a 446-os utakat a belvároson keresztül, észak–déli irányban a 4457-es út köti össze. Mezőmegyerre a központ felől a belváros szélén induló 46 169-es, Gerlára a 4239-esből kiágazó 42 145-ös út vezet. Békéscsaba vasútállomást és a város autóbusz-állomását a 44 338-as, az állomástól délre elterülő ipari övezetet a 44 153-as számú mellékút szolgálja ki.
A környező települések közül Dobozra a 4239-es, Telekgerendásra a 4411-es, Kétegyházára a 4433-as, Csabaszabadi-Csanádapáca-Makó felé a 4432-es út vezet a városból. Békés és Gerla között a 4238-as út, Fényes és Gerla között pedig a 4241-es út biztosít közvetlen összeköttetést.
A két számjegyű főútvonalak jó állapotban vannak, kivéve a 47-es számú főút Békéscsaba és Mezőberény közötti szakaszát. Megfelelő minőségű a 470-es számú út Békés irányába és a Doboz felé vezető pálya. Csanádapáca felé szintén elfogadható minőségű az út, de ez nem mondható már el a Szabadkígyós–Kétegyháza felé vezető szakaszról.

### Távolsági és helyközi közlekedés
- A távolsági és helyközi közlekedést Békéscsabán és környezetében a MÁV Személyszállítási Zrt. végzi. A város távolsági közlekedése átlagosnak mondható, nem jellemzik se kiugró pozitívumok, se jelentősebb negatívumok. A vasútállomás és az autóbusz-pályaudvar egymás mellett található a belváros nyugati felén.
- A közlekedés minőségi feltételeiben a közlekedési pályák fejlesztése jelenthet javulást (a Békéscsaba–Szeged vasúti pálya, valamint a 44-es és 47-es utak további korszerűsítése, illetve autóúttá, gyorsúttá való kiépítésük jelenthet további javulást.).
- A légi közlekedésbe való bekapcsolódásban előrelépés történt, a békéscsabai repülőtér felújításával, átépítésével. Bár döntően csak kisgépek tudnak itt le-, illetve felszállni, a forgalom a megnyitás óta emelkedő tendenciát mutat.[95]
- A környező települések egy részével (Kondoros, Békés, Gyula) kiépített kerékpárutak kötik össze.

A megyeszékhelynek jó autóbusz-összeköttetése van több környező településsel: Gyulára naponta 52, Békésre 60 járatpár közlekedik, de Szabadkígyós, Doboz, Kétsoprony és Csabaszabadi felé is napi 20 fölött van a járatpárok száma. A távolabbi városok közül megfelelő a kapcsolat Szeged, Debrecen, Baja és Pécs felé. A Kecskemét–Budapest, illetve Szolnok viszonylatban a környezetbarátabb vasút veszi át az autóbusz szerepét.
A távolsági közlekedést ma már szinte csak légkondicionált, kényelmes, nyugati gyártmányú autóbuszok végzik. Az elővárosi vonalakon is folyamatos az elöregedett járművek cseréje.

#### Vasúti közlekedés

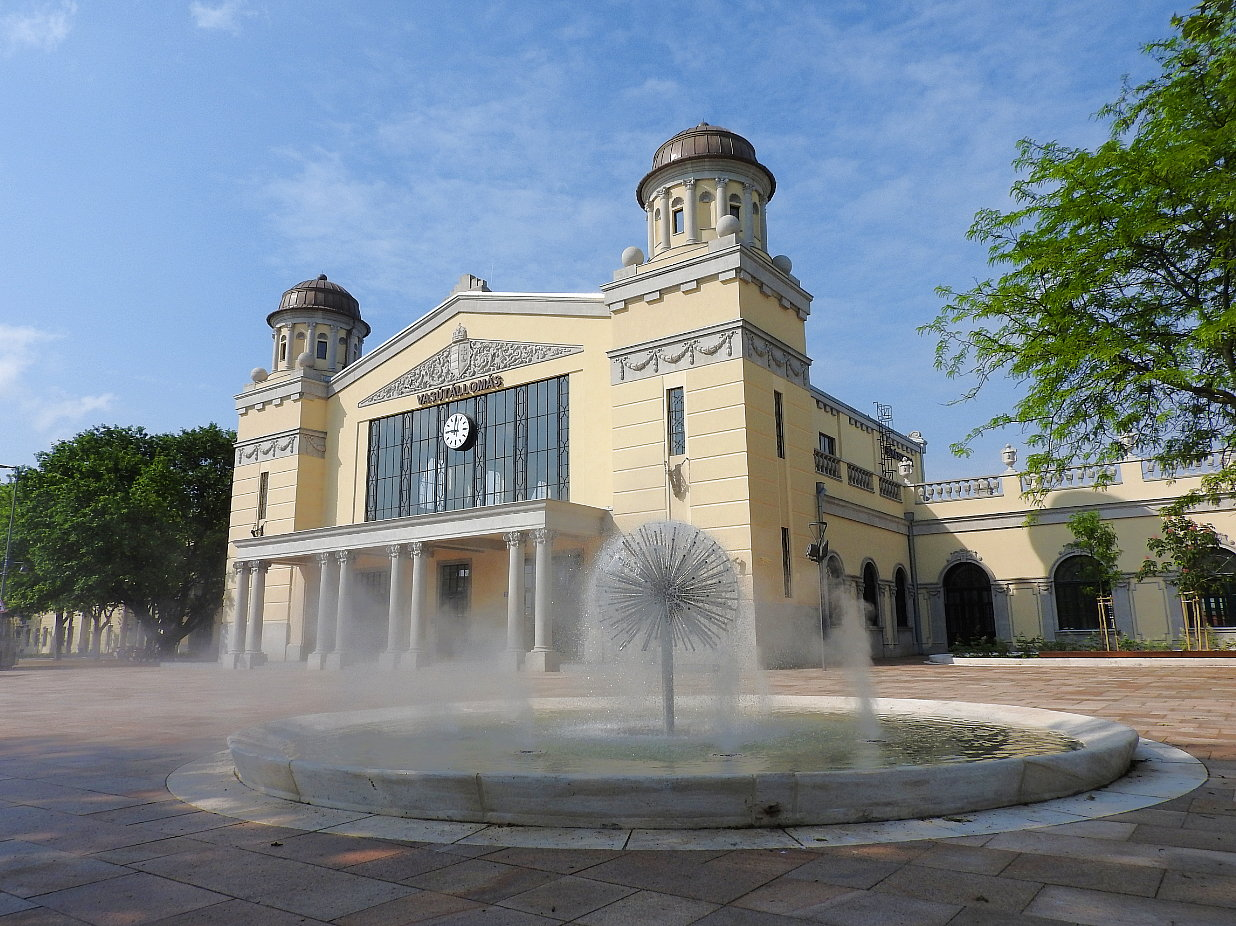
Békéscsaba vasútállomása

A 120-as számú Szajol–Lőkösháza-vasútvonal halad át a városon. A vasúti összeköttetés Szolnok–Budapest irányába jónak mondható, a szerelvények 120 km/órás sebességgel közlekedhetnek, naponta 17 járatpárral, villamosított, döntően kétvágányú vonalon. A békéscsabai vasútállomás komplex felújítása is megtörtént 2013-2015. között, amellyel komfortos, kényelmes modern állomásépület került kialakításra. Ennél is nagyobb jelentőségű a pálya 160 km/h maximális sebességre alkalmassá tétele, ami várhatóan két órára szorítja le a budapesti menetidőt. Egyúttal a Lőkösháza felé vezető szakaszt is kétvágányúsítják, átépítik, így a jövőben még sűrűbben és gyorsabban járhatnak a gyorsvonatok.
A 135-ös számú Szeged–Kötegyán-vasútvonalon már kedvezőtlenebb a helyzet, habár a forgalom számottevő, és napi 12 járat közlekedik, de a vonalszakasz egy jelentős részén sebességkorlátozások vannak érvényben. A vonal egyvágányú, Hódmezővásárhelyig nem villamosított, maximális sebessége 80 km/h.
A 128-as számú Kötegyán–Püspökladány-vasútvonalon még az előbbinél is rosszabb állapotban van, nagy fejlesztések rajta nem történtek. Gyula vasútállomásig még jó állapotú, hézagnélküli, 80 km/h sebességre alkalmas, de onnantól már jellemző a 40–60 km/órás sebességkorlátozás. Nem villamosított, végig egyvágányú. Kötegyán után a vasút folytatódik Nagyvárad irányába, de ma már nem lehet átszállás nélkül elérni közvetlenül a partiumi nagyvárost.
Nagy hátránya a magyar vasúti hálózatnak, hogy túlságosan fővárosközpontú, ezenkívül Trianonban szándékosan úgy húzták meg a határokat, hogy a fő stratégiai pontok (ezek között a legfontosabb a vasút) mind az utódállamok területén haladjanak. Többek között ezért is érződik nagyon a déli vasút teljes hiánya, ugyanis a Pécs felé járó vonatok egyik legfontosabb rendezőállomása Szabadka volt, amit elcsatoltak, majd felszedték a környékén a síneket, így Békéscsabáról csak lassan, több átszállással és nehézkesen lehet elérni a Dunántúl déli részét. Emellett hiányzik a közvetlenül Debrecen felé vezető pálya is, itt ugyanis a Temesvár–Arad–Nagyvárad–Szatmárnémeti vonal szolgálta a megfelelő kapcsolatot a Tiszántúl északi részével, azonban 1920 óta ezek a kapcsolatok sem működnek.
Szintén a város a kiindulópontja a 121-es számú Kétegyháza–Újszeged-vasútvonalnak, amely egyvágányú, Kétegyháza vasútállomásig villamosított, Mezőhegyesig aránylag jelentékeny forgalommal. A vonal nagy részén 50 km/h a megengedett maximális sebesség.

### Helyi közlekedés

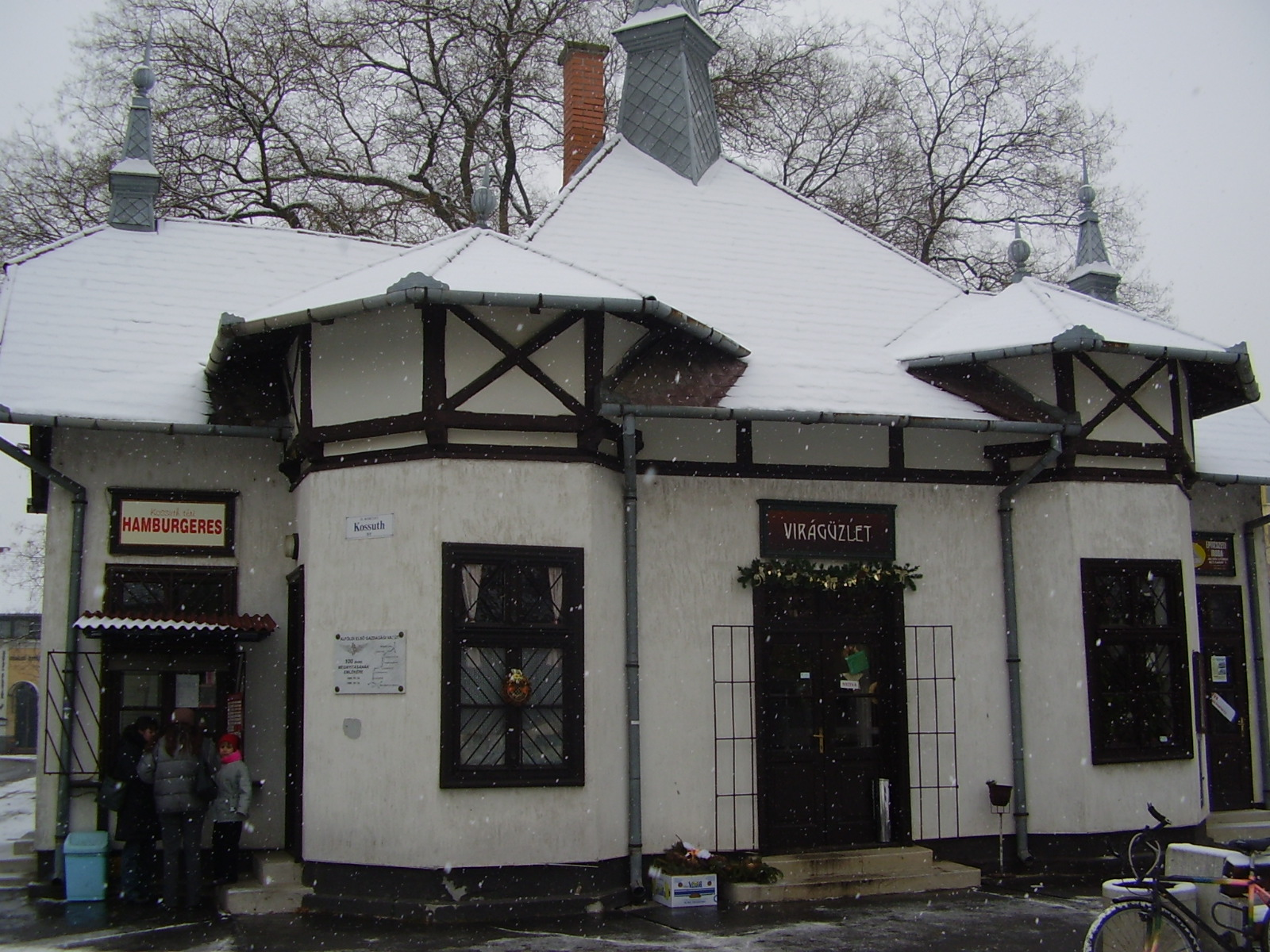
Az Alföldi Első Gazdasági Vasút (AEGV) egykori állomásépülete. Napjainkban üzlethelyiségeknek ad otthont.

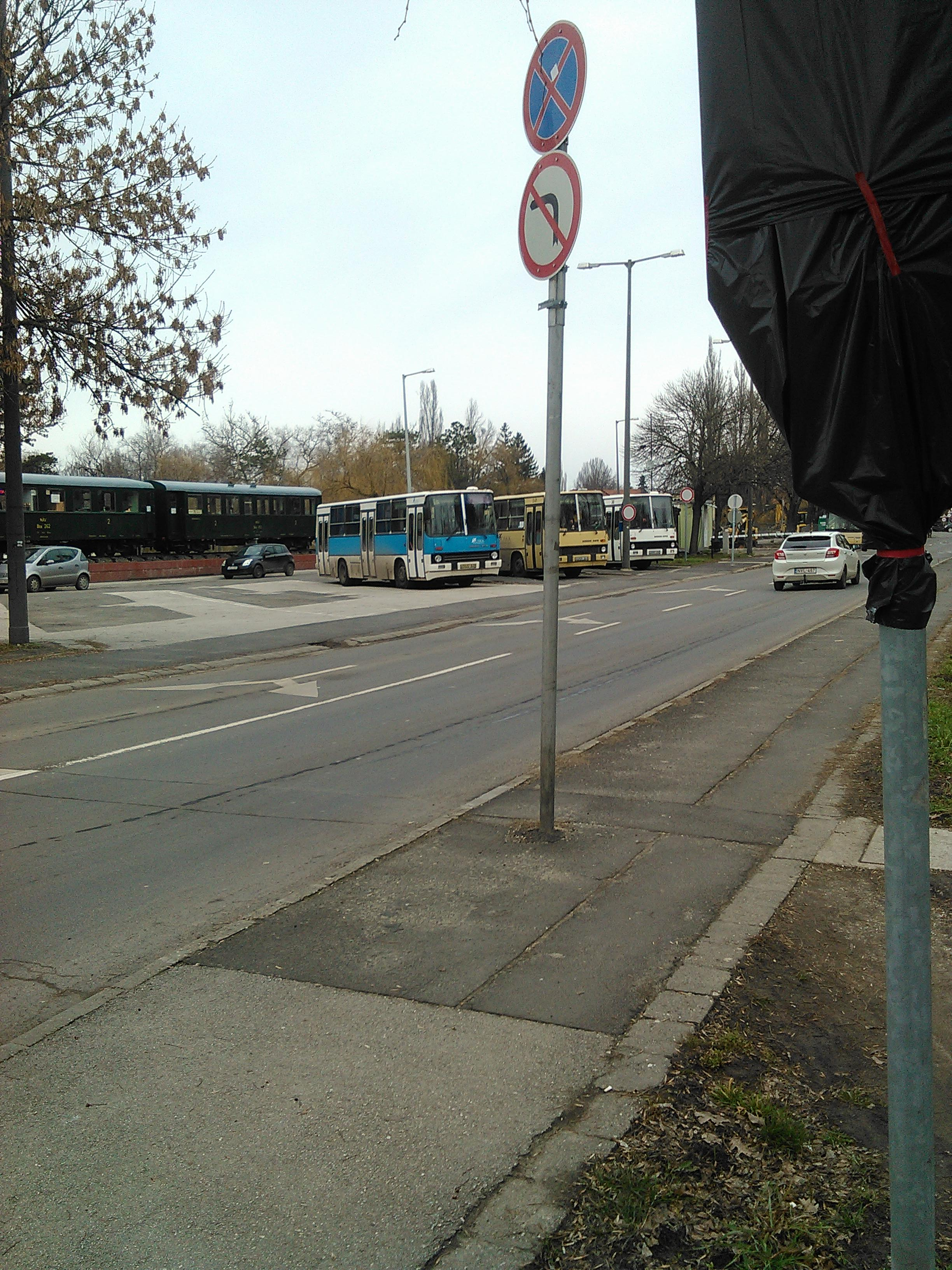
2018-ban ezen színtervek fordulnak elő a városban. A képen látható buszok minden vonalon előfordultak. Napjainkban a Gőzmalom tér elsősorban gyalogos- és kerékpáros célú térként funkcionál, az autóbuszok ideiglenes tárolóhelyéül már nem szolgál.

Békéscsabán a helyi közösségi közlekedés kizárólag autóbuszokkal valósul meg, ezt az állami Volánbusz Zrt. üzemelteti.
A tömegközlekedésen kívül igen nagy szerepe van Békéscsabán a kerékpárutaknak, amiben élen jár úgy a megye, mind a város. Majdnem az összes forgalmasabb főút mentén kiépítették őket, 2011-ben 18 km-nyi kerékpárúttal rendelkezett a megyeszékhely. A városlakók igen nagy hányada ezért a kétkerekűt veszi igénybe a mindennapi használathoz, talán az összes vármegyeszékhely közül itt a legnagyobb a biciklisták aránya.
A forgalmi jelzőlámpák száma 28, körforgalomból három épült a megyeszékhelyen. A lámpák megfelelő összehangolásával a zöldhullámos haladás biztosított. A város kitáblázottsága jónak mondható.

#### A múlt: az Alföldi Kisvasút
A város közlekedésének érdekes színfoltja volt 1899-től 1971-ig a városon keresztülhaladó kisvasút. Az Alföld legnagyobb kisvasúti hálózatának fővonala vezetett keresztül Békéscsaba utcáin, kapcsolatot biztosítva Békéssel, Mezőkovácsházával, Tótkomlóssal. A városban több mellékvonal is létezett, például a városi kórház, a téglagyár, és a malom felé is. A fővonalon a Pályaudvartól a Kossuth térig közlekedett a helyi „motor” 1903-tól. A vasútüzem eredetileg az Alföldi Első Gazdasági Vasút nevet viselte, majd az államosítás után MÁV Alföldi kisvasút lett a neve. A hálózat egyik nagy központja Békéscsaba volt, a másik Mezőhegyes. A kisvasút északi és dél-nyugati irányba vezetett, északon Békés–Vésztő, dél-nyugaton pedig Szabadkígyós és kaszaperi elágazással Orosháza, Békéssámson és Mezőkovácsháza irányába. Igen jól szolgálta a település lakóinak igényét; több megállója volt a városon belül (Kossuth tér, Kitérő, Rokka stb.). Az 1968-as közlekedéspolitikai koncepció folytán a vonalakat megszüntették, és autóbuszokra terelték a forgalmat.

#### Jelen
A helyi tömegközlekedést a várossal kötött szerződés alapján a Volánbusz végzi. A társaság autóbuszai járnak a környező, Békéscsabához csatolt településrészekre is (Mezőmegyer, Gerla).
Békéscsabának összesen 8 db helyi járatú autóbuszvonala van, amelyek nagyjából lefedik a város egész területét. Azonban a lakosság felől évek óta meglévő panasz a járatok nem megfelelő sűrűsége. Az elmúlt években sok járatot (4, 6, 10, 14, 12, 19) szüntettek meg, melyek pótlása nem megoldott. Ezért nem meglepő, hogy néhány vonalon (3, 5, 8) egyre több, betűvel jelzett járattal találkozunk (3C, 5K, 8A), ezekkel próbálnak pótolni néhány útvonalat.
A tizennyolc járat közül csak igen kevésnek van viszonylag rövid követési ideje. Csak a 3-as, 5-ös, 7-es, 17-es vonalakon járó buszok tekinthetők valódi, rendszeresen, sűrűn közlekedő járatoknak, 15-25 perc közti követési idővel. Az 1-es, 8-as, 20-as viszonylatokon az autóbuszok körülbelül 30-60 percenként közlekednek. A többi járat ennél is ritkábban érkezik a megállókba. A járatok nagy része az autóbusz-állomásról indul (ami egyébként összeköttetésben áll a MÁV vasúti pályaudvarával). Nagy csomópontnak tekinthetők még a Szabadság tér és a Szeberényi tér megállóhelyek is.
2009. április 1-jétől a helyi autóbusz-közlekedés futásteljesítményének csökkenése miatt megszűntek a 14-es és a 19-es számú helyi járatok. Ezek utasait más járatok gyakoribb, vagy hosszabb útvonalon történő közlekedésével szállítja a társaság.
A 2010-es években a járművek nagy hányada MAN, Mercedes-Benz, Rába Contact, illetve új generációs Ikarus gyártmányú busz volt. Természetesen az 1980-as években forgalomba állított Ikarus 200-as buszcsalád tagjai is szép számban járták még a várost.
2020-ban a Volánbusz tizenkét Mercedes-Benz Conecto és két Volvo 7700 autóbuszt helyezett el kecskeméti térségi szolgáltatási területéről Békéscsabára, azóta a szóló autóbuszállomány ezen autóbuszokból áll.

## Kultúra
A városban a kultúra kissé megkésve kezdett el fejlődni, mivel a városiasodás szintje is sokáig lényegesen elmaradt a hasonló nagyságú települések mutatóitól. Az igazi kulturális kibonatkozás éppen ezért csak a 19. század második felétől indult el, ami még nagyobb lendületet kapott a kiegyezéstől. Említést érdemel az Alföld állandó kőszínháza, a Békéscsabai Jókai Színház, a város híres festőjéről, a Munkácsy Mihályról elnevezett Munkácsy Mihály Múzeum. Mivel Békéscsaba századokon át fontos központja volt a magyarországi szlovákságnak is, ezért található itt Szlovák Tájház. Fontos szerepet játszik a város közművelődésében a Békés Megyei Könyvtár is.

### Kulturális intézmények
- Színház, mozi

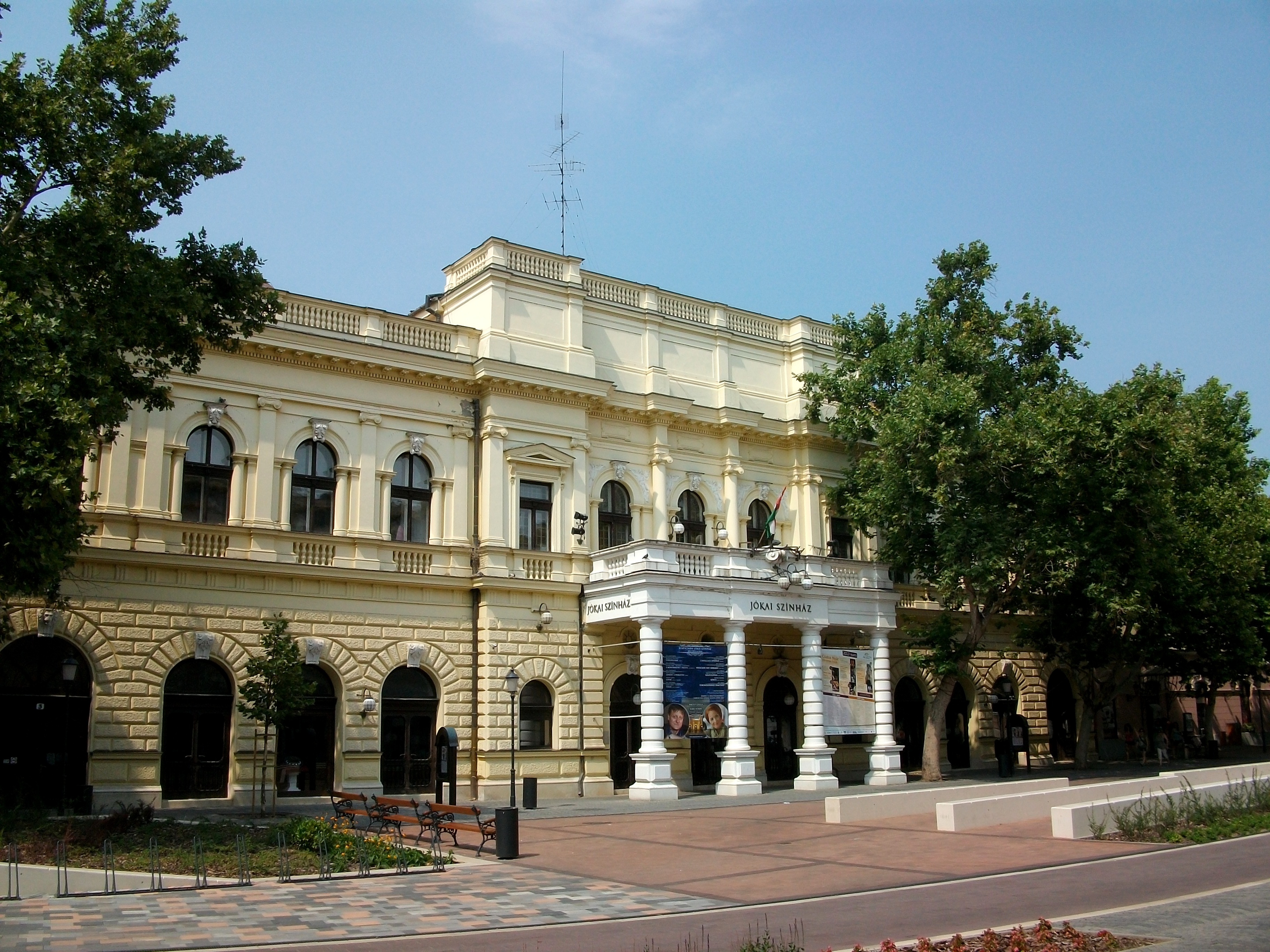
A Jókai Színház épülete

  - Békéscsabai Jókai Színház (az Alföld első állandó kőszínháza)
  - Napsugár Bábszínház
  - Center Mozi
- Múzeumok, tájházak
  - Munkácsy Mihály Múzeum
  - Munkácsy Mihály Emlékház
  - Gabonamúzeum (Csabai tanya és Gabonatörténeti Kiállítóhely)
  - Szlovák Tájház
  - Jankay Kortárs Galéria (2013-ban a Munkácsy Mihály Múzeummal összevonták)
- Művelődési házak, könyvtárak
  - Arany János Művelődési Ház
  - Békés Megyei Könyvtár
  - Békési úti Közösségi Házak – Meseház
  - Csabagyöngye Kulturális Központ
  - Csaba Honvéd Kulturális Egyesület (FEK)
  - Lencsési Közösségi Ház
  - Szlovák Kultúra Háza (Dom slovenskej kultúry)
  - Vasutas Művelődési Ház
  - Balassi Bálint Magyar Művészetek Háza

### Művészet
- Zene
  - Bartók Béla leánykar
  - Bartók Béla vegyeskar
  - A Békéscsabai Belvárosi Általános Iskola kórusai
  - Békés Banda
  - Békéscsabai Evangélikus vegyeskar
  - A Békéscsabai Református gyülekezet énekkara
  - Békés Megyei Szimfonikus Zenekar
  - Békéscsabai Vonós Kamarazenekar
  - Cabianska Ruzicka – Csabai Rózsák népdalkör
  - Csabai Színistúdió
  - Grandmother's Jam zenekar
  - Körösparti Vasutas Koncert Fúvószenekar
  - La Bomba zenekar
  - Ludas zenekar
  - Mezőmegyeri Asszonykórus
  - Orgován népdalkör
  - Szendrey Karper László gitárzenekar
  - Szlovák pávakör
  - Telemann Trió
  - A Trefort Ágoston Szakközépiskola fiúkórusa
- Tánc
  - Balassi Néptáncegyüttes
  - Balkán Táncegyüttes
  - Békéscsabai Társastáncklub
  - Boleráz Citerazenekar
  - Csaba Nemzetiségi Néptáncegyüttes
  - Hétpróbás Néptánciskola
  - Mariann Balettiskola
  - A MÁV Diákotthon mazsorettcsoportja
  - Nyíri Lajos TáncSport Egyesület
  - Tabán Táncegyüttes
  - Viharsarok Néptáncműhely

### Média
A településen az írott és az elektronikus sajtó is képviselteti magát.

#### Elektronikus média
Békéscsabán valósult meg az országban az elsők között a helyi, magánkézben lévő városi kábeltelevíziózás koncepciója 1992-ben. A társaság neve Csaba TV lett. A következő évre datálódik a helyi kereskedelmi rádióadások sugárzásának elkezdése is.
Az 1990-es évek közepén valóságos fénykorukat érték a megyeszékhelyen a helyi sugárzású rádióállomások. Ekkoriban működött a legtöbb rádióállomás:
- Start Rádió (Fm 88,9, a város első 24 órás rádióadója)
- Alföld Rádió
- Retró Rádió (FM 101.6) (Berettyóújfalu, Szeghalom, Gyula, Békéscsaba vonzáskörzetben hallgatható).
- Róna Rádió
- Délkelet Rádió
- Csaba Rádió (FM 104 MHz) (2017. november 1-től Rádió 1).

Innentől lefelé vezetett az út, egymás után szüntette meg a tevékenységét az Alföld, a Róna és a Délkelet Rádió is. Az ezredforduló elmúltával már csak a két legrégebbi, legnagyobb adó, a Start és a Csaba Rádió állt a lábán az egyre fokozódó verseny miatt, mivel az országos nagy kereskedelmi rádióadók agresszív piacpolitikájával nem bírták a versenyt. 2006-ban pedig a Start Rádió is elhallgatott, mivel megvette a frekvenciáját a Rádió 1. Így jelenleg csak a Csaba Rádió maradt az egykoriak közül. 2006 és 2011 között a Juventus Rádió is szólt az FM 100,9 MHz-en.
Napjainkban 88,9-es FM frekvencián a Csaba Rádió adása szól, a 98,4 MHz-es frekvencián a Mega Rádió adását hallgathatjuk, míg az FM 104-es frekvencia megmaradt a Rádió 1-nek. A korábbi Csaba Rádió, mely a városban 2017. november 1-ig működött, már többször elnyerte az országban a „legsportosabb rádióadó” címet, ezt főleg a város csapatainak élő közvetítéseivel érték el: a város sportolóit még idegenbe is mindenhová kísérték, főleg a focicsapatot. A Csaba Rádió 2017. november 1-én tulajdonos váltáson esett át, adását beszüntette, a frekvencia becsatlakozott az országos Rádió 1 hálózatába. Ettől az időponttól közel 1 éven keresztül két Rádió 1 nevet használó frekvencia volt a városban. 2018. november 28-án új tulajdonossal, új frekvencián (FM 88.9 MHz) régi műsorvezetőkkel, újra megszólalt a Csaba Rádió.
A közszolgálati rádiók vételi lehetősége az Kossuth Rádió felé billen, mivel mind középhullámon (AM), mind a Békéscsabán sugárzó adó jóvoltából ultrarövid-hullámon (FM) is fogható. A Petőfi Rádió és a Bartók Rádió (mint kultúrahordozók) az FM sávon olyan teljesítménnyel sugároznak, hogy az alacsony térerősség a város belterületén nem teszi lehetővé a komfortos vételt. A Dankó Rádió (Miskolc, 1116 kHz) műsora 5:00-tól 21:05-ig hallgatható.
A jelenleg Békéscsabán sugárzó rádióadók elérhetőségei:
- Csaba Rádió – FM 88.9 MHz
- Mega Rádió – FM 98,4 MHz
- Rádió 1 – FM 104.0 MHz
- MR1–Kossuth Rádió – FM 97,3 MHz

A kábeltelevíziók vétele viszont egyre szélesebb területen szolgál ki igényeket, mind az internethasználatban, mind telefonálásban, mind a televíziózásban és a rádiózásban.
A televíziózásban a magánkézben lévő Csaba TV és az önkormányzati tulajdonú 7.Tv készíti a műsorokat a helyi lakosság részére. A műsorok általában a délutáni órákban, 16 óra körül kezdődnek és éjfélig tartanak. A hírekben és a sportműsorokban is a helyi hírek dominálnak.
Békéscsaba közgyűlése 2015 tavaszán döntött arról, hogy a megyeszékhely önkormányzata hozza létre a százszázalékosan tulajdonában álló Békéscsabai Médiacentrum Kft.-t. Már az év októberétől a médiacentrum adta ki a Csabai Mérleget, november 16-án elindult a behir.hu hírportál, majd november 20-án megkezdte sugárzását a 7.Tv.
A 7.Tv körzeti besorolású kereskedelmi televízióként működik, műsora Békés vármegye valamennyi településén, minden kábeltelevízió szolgáltatónál elérhető, a médiahatóság nyilvántartása szerint 152 000 nézőhöz jut el, ezzel a hét legnagyobb elérésű vidéki televízió közé tartozik. Műsorainkat kezdettől fogva online módon, a behir.hu-n is követhetik azon nézők, akik nem kábeltelevízió előfizetők. A médiacentrum partnere az MTVA-nak, több országos médiumnak, gyakran jelentkeznek be például az M1 adásaiban a megye különböző pontjairól.

#### Internetes sajtó
Több internetes portál igyekszik kiszolgálni a helyben és a megyében lakókat:
- Körös Hírcentrum
- CsabaiAktuális[99]
- Beol.hu Békés Megye Online
- Csabanet – Békés Megye Kulturális Portálja
- Csabai Mérleg
- Behir.hu
- bekes.lap.hu
- bekescsaba.lap.hu
- Csabai Ifiház
- Békéscsaba-figyelő – Békéscsaba blogja

### Írott sajtó

#### Története
A Békéscsabán megjelent lapok közül a Törekvés című kézírásról sokszorosítva. Lapszámait feltehetőleg stencillel a Rudolf gimnázium diákjai állították elő tanári segédlettel, az 1900-as évek első negyedében.
További lapok:
- Békésmegyei Közlöny (1877-1938)
- Körösvidék (1920–?)
- Viharsarok népe (A BM Hírlap elődje)
- Kossuth Népe
- Független Újság

#### Jelene
Békéscsabán jelenik meg a Békés Megyei Hírlap és a Csabai Mérleg is. Ezenkívül természetesen időszakos kiadványok is léteznek (például a választások idején megjelenő tájékoztatók, a sportcsapatok időnkénti füzetei stb.). A Békés Megyei Hírlap (továbbiakban: BMH) tulajdonosa az Axel Springer Kiadó Kft., a Csabai Mérleget az Önkormányzat adja ki. A BMH 35 000 példányban jelenik meg, ezzel a megye legnagyobb példányszámú lapja; 1945-ben alakult Viharsarok néven.

### Nyelv
A békéscsabai szlovákok kezdettől fogva magyarokkal éltek együtt, ittlétük folyamán a több nyelvű, több vallású település hagyományos kultúrájának meghatározó etnikai elemévé váltak.
Az alföldi tót telepesek alkalmazkodtak az őket környező magyar elemhez a népviselet, a szokások és a magyar nyelvhasználat tekintetében is. Szűkebb családi körben – főleg az idősebbek – sok helyen mégis a szlovák nyelvet részesítik előnyben. Ez a nyelv a XVIII. századi szlovák nyelvnek felel meg. Az azóta eltelt 300 év fejlődését a magyar nyelvből merítették. Mindenképpen figyelemreméltó, hogy az alapítók itt élő utódai még 15 nemzedék után is őrzik nyelvüket. Az egyre ritkábban hallott csabai tót nyelv mellett a békéscsabai családnevek is őrzik a szlovák gyökereket. A jellegzetes csabai nevek leggyakrabban keresztnevekből (például Joachim → Áchim), a szülőhelyek neveiből (például Zsilinszky) vagy foglalkozásokból (például Vozár) képződtek, de nem ritka az élelmiszerek (például Kvasz) vagy növények (például Beracka) neveit hordozó családnév sem, sőt találkozhatunk német (például Such) vagy román eredetű (például Moldován), elszlovákosodott családok vezetékneveivel is.
A városban igen komolyan folyik az úgy nevezett irodalmi szlovák nyelv ápolása is (szlovák óvoda, általános iskola és gimnázium; szlovák nyelvű evangélikus istentiszteletek és római katolikus misék; kétnyelvű könyvek kiadása, kétnyelvű utcatáblák stb.).

## Oktatás
A város életében igen nagy szerepe van az oktatásnak, főleg a középiskolai, azon belül is a szakképzés magas színvonalú, nagy hagyományú. Az alapfokú oktatást megfelelőnek, míg a felsőfokút kicsit hiányosnak tartják.

### Alapfokú oktatás
Békéscsabán jelenleg az alapfokú oktatásban 12 önkormányzati és 2 egyházi intézmény vesz részt. A hagyományos általános iskolákon kívül két intézményben 6, illetve 8 osztályos gimnázium keretében végzik az alapfokú képzést. Egy iskola az enyhe fokon értelmi fogyatékos gyermekek oktatását végzi, egy iskola pedig a nemzetiségi oktatásban vállal feladatot. 2007-ben 5522 gyermek részesült általános iskolai oktatásban.

### Középfokú oktatás

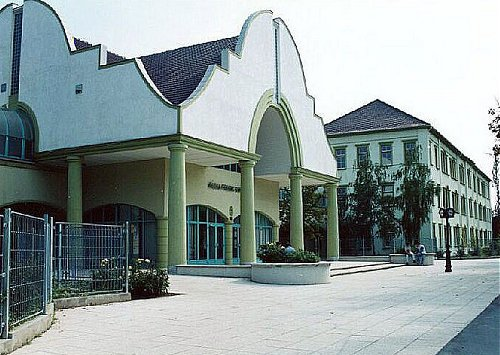
Az Andrássy Gyula Gimnázium és Kollégium bejárata

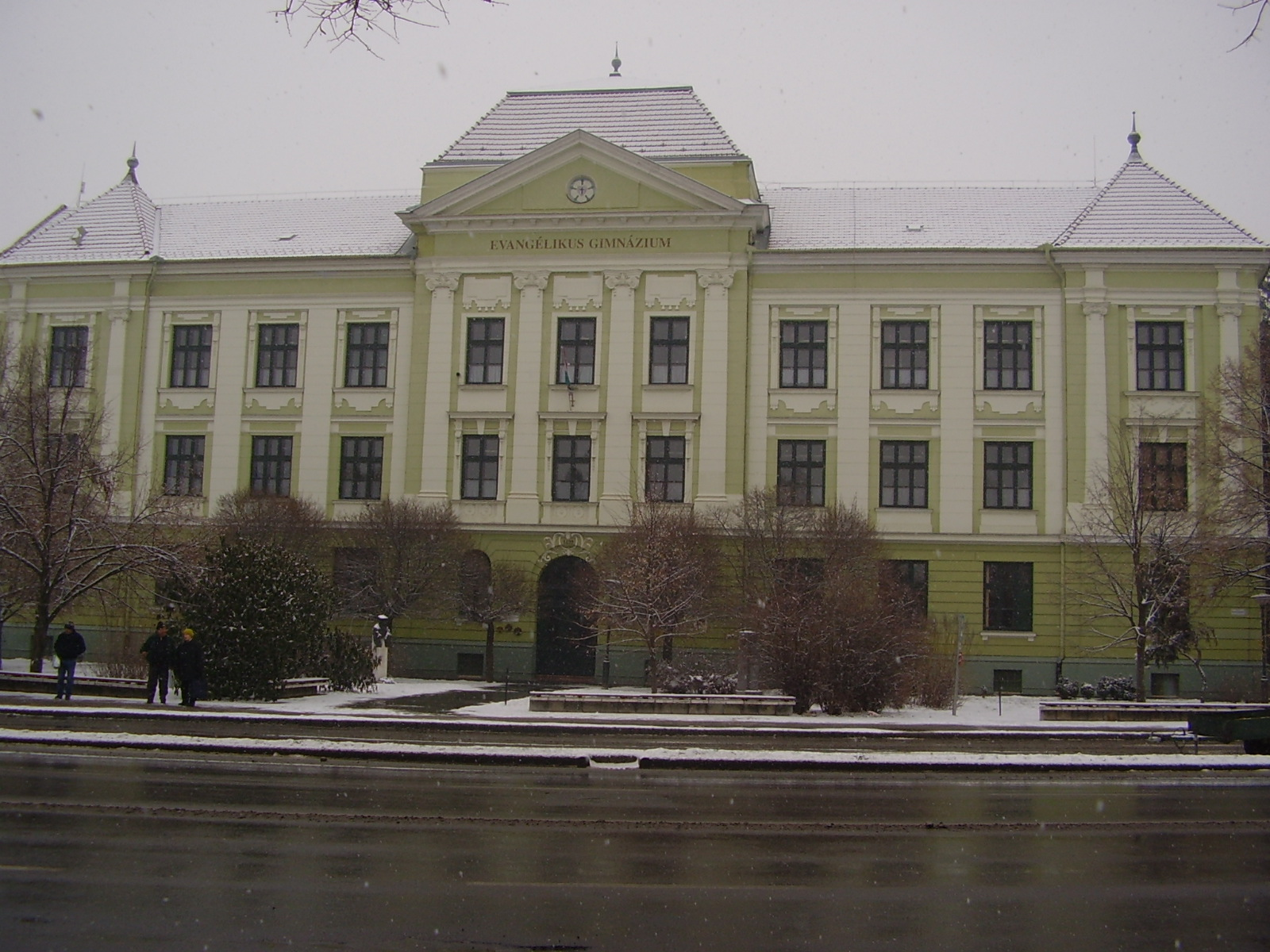
Az Evangélikus Gimnázium épülete

A városnak mennyiségi és minőségi szempontból is kiemelkedő szerepe van a középfokú oktatásban. A szakközépiskolai képzésnek több mint fele itt valósul meg, az ezer lakosra jutó középiskolások száma 111. Hozzávetőleg nyolcezer középiskolás végzi tanulmányait Békéscsabán, akiknek 65%-a a megyéből, de Csongrád, Jász-Nagykun-Szolnok és Hajdú-Bihar vármegyéből is rendszeresen érkeznek diákok a településre. Ez is mutatja a város regionális szerepét.
Más gazdasági ágakban a város 12 szakképzést folytató iskolája horizontálisan és vertikálisan széles képzési palettát kínál mintegy 8000 tanuló számára. Speciális szakmaterületeiknek – nyomdaipar, elektronika, vízgazdálkodás, földmérés, zene-, tánc-, textilművészet – köszönhetően regionálisan is vonzóak.
1992 óta minden évben megrendezik a „Csabai Garabonciás Napok” nevű ötnapos diákfiesztát.
Középiskolák név szerint:
- Andrássy Gyula Gimnázium és Kollégium
- Békéscsabai Bartók Béla Művészeti Szakközépiskola és Alapfokú Művészeti Iskola →
- BSzC Kós Károly Szakgimnáziuma és Szakközépiskolája →
- BSzC Trefort Ágoston Szakgimnáziuma, Szakközépiskolája és Kollégium →
- BSzC Zwack József Kereskedelmi és Vendéglátóipari Szakgimnáziuma és Szakközépiskolája →
- Békéscsabai Belvárosi Általános Iskola és Gimnázium →
- Eötvös József Iskolaalapítvány Szakközépiskolája →
- Szeberényi Gusztáv Adolf Evangélikus Gimnázium, Művészeti Szakközépiskola, Általános Iskola, Óvoda, Alapfokú Művészeti Iskola és Kollégium →
- BSzC Nemes Tihamér Gépészeti, Informatikai és Rendészeti Szakgimnáziuma és Kollégiuma →
- BSzC Kemény Gábor Logisztikai és Közlekedési Szakgimnáziuma →
- Kézműves Szakiskola és Alapfokú Művészeti Iskola →
- Perfekt Szakközép- és Szakiskola →
- BSzC Szent-Györgyi Albert Szakgimnáziuma és Kollégiuma →
- BSzC Széchenyi István Két Tanítási Nyelvű Közgazdasági Szakgimnáziuma és Kollégiuma →
- Szlovák Gimnázium, Általános Iskola, Óvoda és Kollégium →
- BSzC Vásárhelyi Pál Szakgimnáziuma és Kollégiuma →

### Felsőfokú oktatás

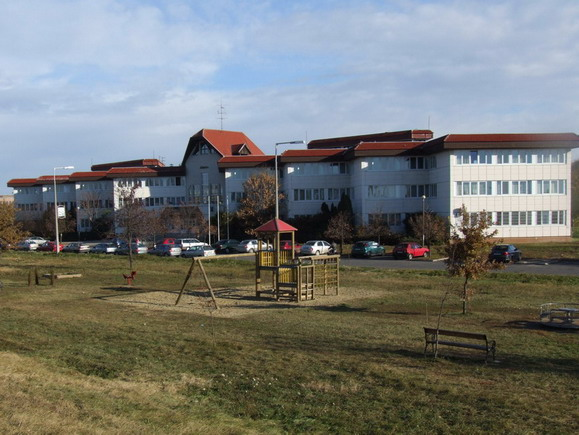
A Szent István Egyetem épülete

A város két felsőfokú intézménnyel rendelkezik, a városban 1986 óta folyik felsőfokú képzés. Az egyik Gábor Dénes Műszaki Informatikai Főiskola, amely mint kihelyezett tagozatként üzemel. A másik a Szent István Egyetem – Gazdasági Kara (SZIE-GK), amely az egykori Körös Főiskola, a szarvasi Tessedik Sámuel Főiskolából és az Óvóképző Főiskolából alakult meg 2000-ben, és 2009-ben integrálták be a SZIE-be, majd 2018. február 1-jétől a Gál Ferenc Főiskola szervezetébe olvadt be.
A SZIE békéscsabai kara a gazdaságiszakember-képzésre és az ehhez kapcsolódó humán területekre specializálódott. A pénzügyi, gazdálkodási és személyügyi szervező szakon a nappali és levelező tagozatokra fölvett mintegy 3000 hallgató képzését hat tanszék biztosítja. Ezek: Pénzügyi és Számviteli, Gazdaságmatematika és Informatika, Gazdaságtan, Elméleti és Alkalmazott Humántudományi, Idegen Nyelvi, Marketing-menedzsment Tanszék. Ezeken túlmenően az Idegen Nyelvi Tanszék szervezésében akkreditált nyelvvizsgaközpont is működik a karon, valamint kihelyezett intézményi kommunikátor szak.

## Sport
Békéscsaba városa a rendszerváltás után nagy összegeket fordított a sport rendszeres és észszerű támogatására. Így a város még 2001-ben elnyerhette a Nemzeti Sportváros címet. Ezt annak is köszönheti, hogy a sportra éves szinten több mint 100 millió forintot költ, így teljesül az a kritérium, miszerint a költségvetés legalább 2%-át sportra kell fordítani. Ennek is köszönhetően számos sportegyesület, szakosztály működik a városban, és az itt lakók is hagyományosan sportszeretők. A leghíresebb egyesületek a jelenleg másodosztályú, MNK-t is nyerő Békéscsaba 1912 Előre, a szintén elsőosztályú női kézilabda, a Békéscsabai Előre NKSE. Szintén sok sikert elért egyletek a Békéscsabai Női Torna Club, valamint a Békéscsabai Atlétikai Klub és a Békéscsabai Röplabda SE, amely 2000-es újraalakulása óta immáron öt első osztályú bajnoki címmel is büszkélkedhet. Az új hullám képviselője a Békéscsaba Raptors AFSE, de a városnak volt saját baseballcsapata is Békéscsabai Villámok néven. Érdekes színfoltja a sportéletnek a városi „derbi”, amelyet a város két alsóbb osztályú labdarúgócsapata, a I. kerületi Békéscsabai MÁV és az V. kerületi Jamina SE vív egymással.

## Látnivalók

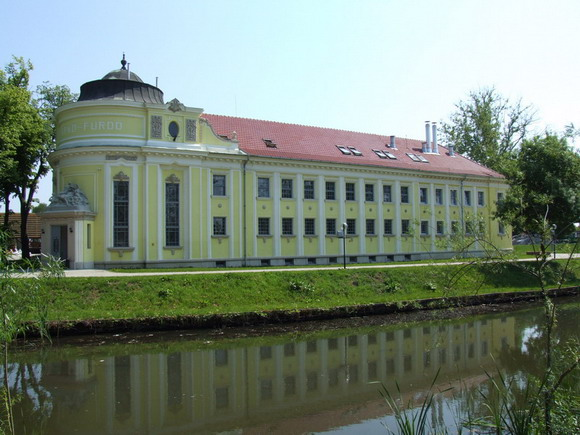
Az Árpád Fürdő épülete

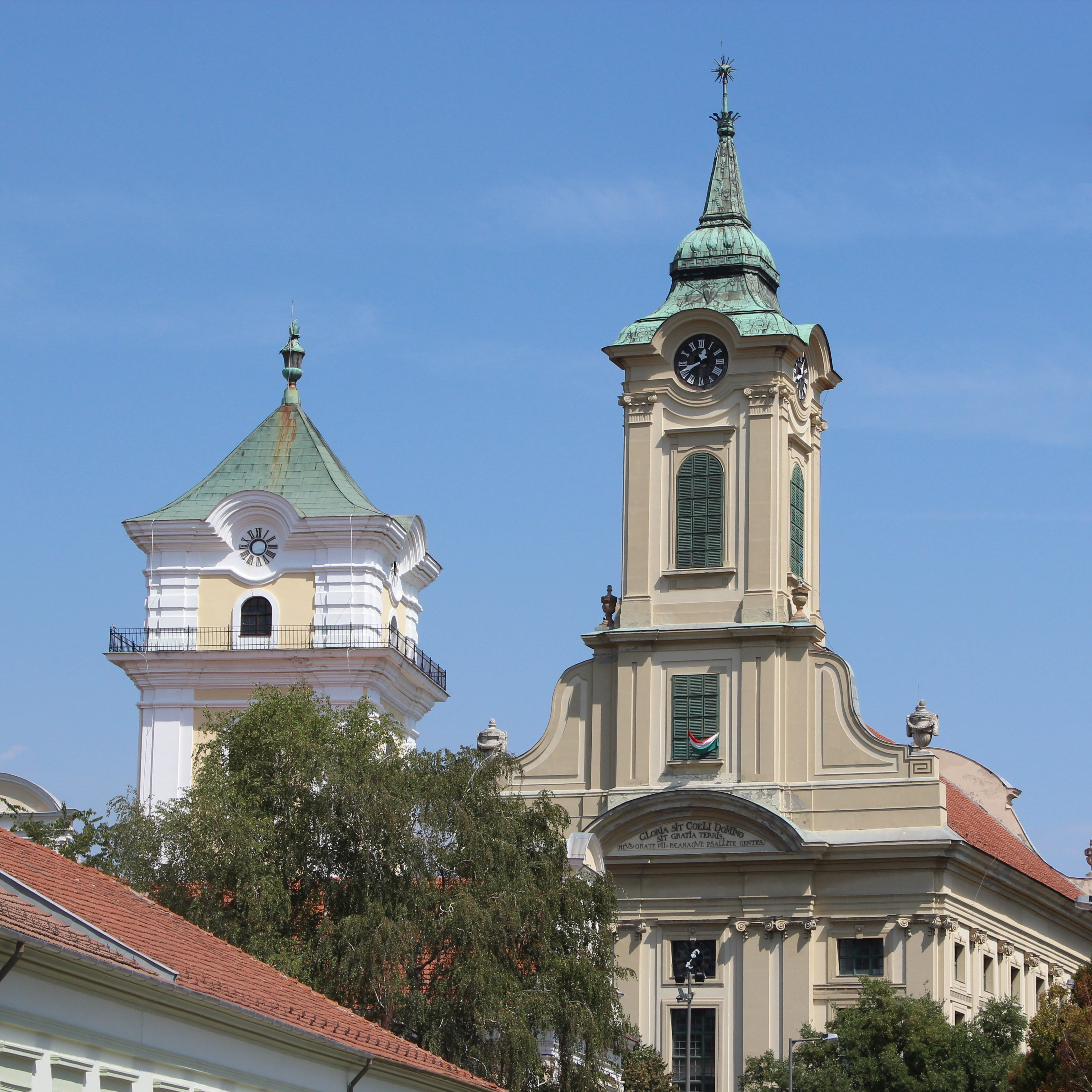
Evangélikus templomok

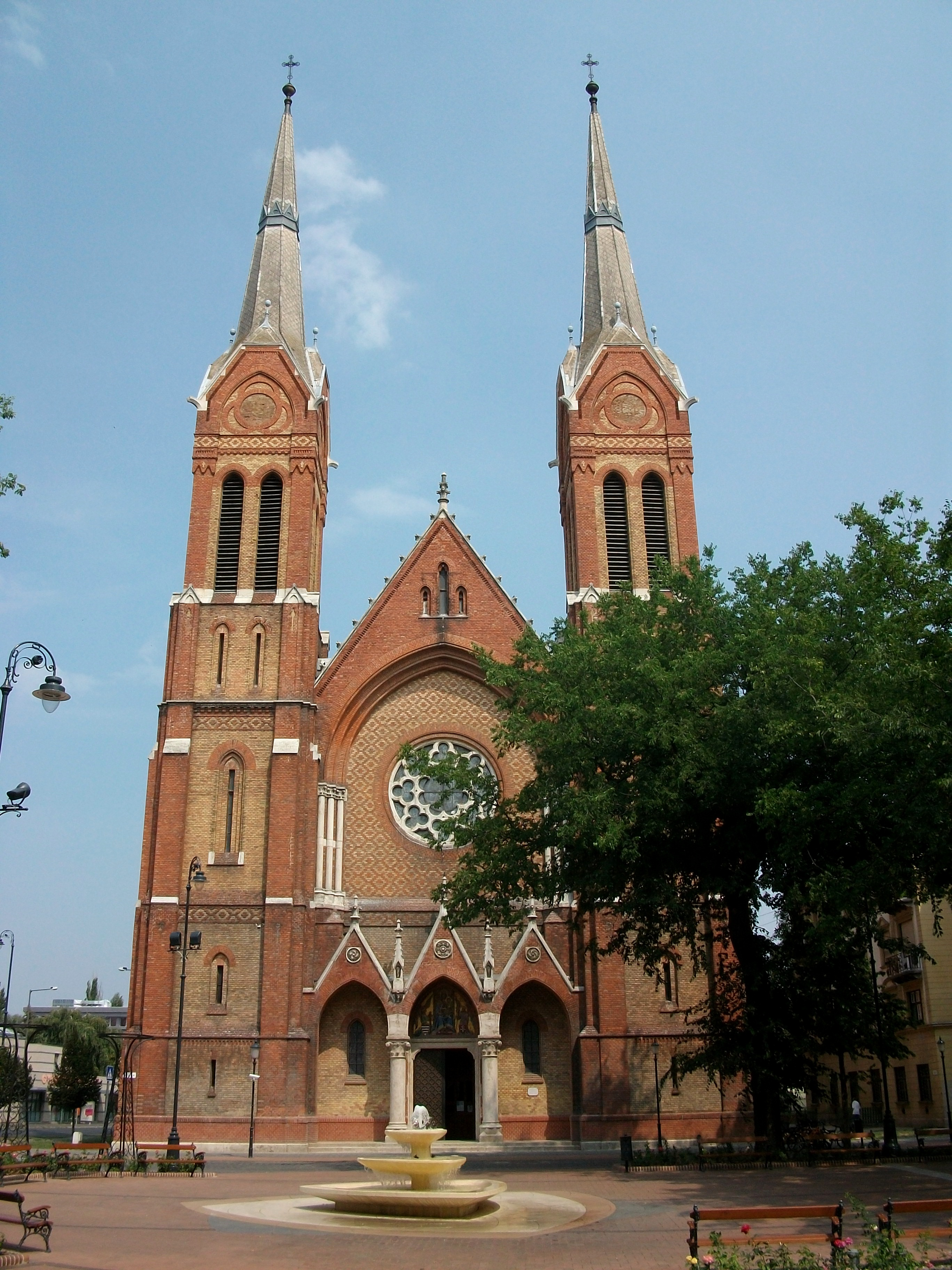
A Páduai Szent Antal székesegyház

### Kulturális intézmények, középületek, szobrok
- Árpád Gyógy- és Strandfürdő, épült 1922-ben, felújítva 2003-ban.
- Békéscsabai Jókai Színház, az Alföld első állandó kőszínháza. Épült 1877–79 között, átépítve 1913-ban.
- Evangélikus Gimnázium neocopf stílusú épülete (épült 1899-ban, Sztraka Ernő tervei alapján.
- Hotel Fiume, épült 1869-ben, tervezője Sztraka Ernő, előkelő szálloda, nevét az akkoriban épített Nagyvárad–Szeged–Fiume vasútvonalról kapta.
- Kossuth-szobor, a város polgárai 1905-ben emeltették, tervezte Horvay János.
- Munkácsy Mihály Múzeum, a gyermekkorában itt élt és alkotott Munkácsy Mihály munkásságát megörökítő intézményt 1899-ben adtak át. 2007-ben felújították.
- Munkácsy Mihály Emlékház, a híres festő 21 festménye található itt, ahol régebben Gizella nevű húga élt, akit a művész rendszeresen látogatott.
- Meseház, Schéner Mihály Munkácsy-díjas képzőművész által megformált szobrokkal, mézeskalács-figurákkal, rajzokkal díszített ház.
- Szlovák Tájház, barokk és klasszicista, előtornácos, karéjos oromzatú népi lakóház az 1860-as években épült.
- Szoborsétány, az Élővíz-csatorna mellett, a mellszobrokban mutatja be a város nagyjait, illetve a hozzá kötődő személyeket.
- Városháza (romantikus, tervezte Sztraka Ernő, a homlokzat Ybl Miklós tervei alapján, épült 1873-ban)

### Vallási épületek
- Jézus Szíve katolikus templom, épült 1992–93-ban, a két alkotót, Patay Lászlót a pápa, Mladonyiczky Bélát az állam tüntette ki ezen művükért.
- Katolikus nagytemplom (Páduai Szent Antal-társszékesegyház). Az 1910-ben épült, kéttornyos, neogótikus stílusú templomot Hofhauser Antal tervezte.
- Evangélikus kistemplom, épült barokk stílusban, 1745-ben.
- Evangélikus nagytemplom, Közép-Európa legnagyobb evangélikus temploma, copf és empire elemekkel. Két karzatszintes belső, a 70 méter magas, eredetileg párnatagosnak tervezett torony sisakját 1843-ban leegyszerűsítették.
- Egykori neológ zsinagóga épülete – ma bútoráruház (Lázár u. 2.) 1893-ban épült.
- Egykori ortodox zsinagóga épülete – ma üzlet (Luther u. 14.) 1894-ben épült.
- Új zsinagóga – Széchenyi liget, neológ zsidó temető mellett, 2007-ben épült.
- Református templom (neoromán, tervezte Wagner József, épült 1912-ben, 36 m magas toronnyal, 280 ülőhellyel; harangok: 1049 kg B-hangú és 415 kg A-hangú.) Templomkert id. Koppányi Gyula mellszobrával (Mészáros Attila alkotása). – Deák u. 4.[105]

### Kastélyok
- Gerlai Wenckheim-kastély, épült romantikus stílusban, az 1860-as években fejezték be. Jelenleg romos állapotban vevőre vár.
- Wenckheim-kastély romja (Póstelek)

### Egyéb
- Csaba Center
- Békéscsaba látnivalói

## Híres emberek

### Itt születtek
- 1827. január 5-én Haan Antal festőművész, († 1888. május 9., Capri szigete)
- 1838. április 8-án Benka Gyula tanár, pedagógiai író, újságíró, († 1923, Szarvas)
- 1840. Takáts Ferenc őrmester az amerikai polgárháborúban az unionisták oldalán ,(† 1881, New Orleans)
- 1868. január 10-én Feleky Károly karmester, színházigazgató és az amerikai-magyar kapcsolatokra vonatkozó angol nyelvű hungarika anyag gyűjtője, († 1930, New York)
- 1871. Áchim L. András , a Magyarországi Parasztpárt megalakítója, († 1911, Békéscsaba)
- 1880. február 2-án Perlrott-Csaba Vilmos festőművész, († 1955. január 23., Budapest)
- 1883. november 21-én Kvasz András pilóta, magyar aviatika úttörője († 1974, Budapest)
- 1890. október 25. Domokos József, eredeti neve: Deutsch József  magyar bíró, legfőbb ügyész, a Legfelsőbb Bíróság elnöke (1978)
- 1892. november 22-én Mokos József festőművész, tanár († 1972, Békéscsaba)
- 1894. szeptember 25-én Nizsalovszky Endre jogtudós, az 1956-os forradalom idején a Magyar Tudományos Akadémia választott vezetője († 1976)
- 1889. augusztus 15. Tevan Andor nyomdász, a Tevan Nyomda és Kiadóvállalat vezetője († 1955)
- 1899. április 15-én Mazán László festőművész, rajztanár († 1949, Békéscsaba)
- 1901. január 18. Tevan Margit Munkácsy Mihály-díjas magyar ötvösművész († 1978)
- 1909. március 28. Jakuba János Munkácsy Mihály-díjas magyar festőművész, főiskolai tanár, az Iparművészeti Főiskola főigazgató-helyettese († 1974)
- 1910. november 11. Medovarszki Mihály politikus, tanácselnök († 1979)
- 1916. március 8-án Láng Géza agrármérnök, egyetemi tanár († 1980)
- 1917. április 4-én Tiszay Magda operaénekesnő († 1989)
- 1919. október 2. Alex Crisovan magyar származású svájci újságíró, sakkszakíró és sakkfunkcionárius († 2012)
- 1921. április 18-án Rábai Miklós koreográfus Kossuth-díjas érdemes művész (†1974. augusztus 18., Budapest )
- 1921. december 22-én Cs. Pataj Mihály (Pataj Mihály) festő, grafikus és művésztanár († 2008)
- 1922. január 21. Lőcsei Pál újságíró, szociológus († 2007)
- 1922. április 14. Lipták Pál Kossuth-díjas könyvtárigazgató, festőművész, könyvkiadó és műgyűjtő († 2007)
- 1923. július 25. Susánszky János egyetemi tanár, az MTA doktora (†1999)
- 1931. március 25-én Sík Ferenc rendező Jászai Mari-díjas (1970), érdemes művész (1975), kiváló művész (1985), Kossuth-díjas (1994), [[a Nemzeti Színház örökös tagja]]. (nevéhez fűződik a Gyulai Várszínház létrehozása, művészeti vezetőként irányította 1973–1994 között), († 1995. január 16., Budapest)
- 1926. augusztus 6-án Szerencsi Hugó színész, († 2002. szeptember 24., Békéscsaba)
- 1929. augusztus 5-én Boros Ottó kétszeres olimpiai bajnok vízilabdázó, edző, jogász, († 1988)
- 1932 március 6-án Bayer Jenő – kémia-fizika szakos tanár, gyógyszerkémikus, a kémiai tudományok kandidátusa (1965), († 1970, Püspökladány)
- 1932. szeptember 6-án Paláncz Ferenc Jászai Mari-díjas színész, († 2001)
- 1933. február 9-én Lőrinczy Éva színésznő, († 2002)
- 1935. április 4-én Ezüst György festő, († 2017)
- 1935. szeptember 11-én Palotai Károly labdarúgó, játékvezető, sportvezető, olimpiai bajnok (1964), FIFA-bíró (1972–1984), néhány elismerése: Aranysíp (1982), Magyar Népköztársaság Sport Érdemérem arany fokozata (1986), 100 éves MLSZ jubileumi emlékérme (2001), († 2018. február 3.)
- 1938. december 4. Lantos László úszó, úszóedző és sportújságíró, († 2019)
- 1938. augusztus 30-án Romvári Gizi színésznő, († Békéscsaba, 2010. október 21.)
- 1939. január 3-án Sas József, Jászai Mari-díjas és érdemes művész, († Budapest, 2021. január 17.)
- 1939. augusztus 4.-én Gaszner Péter, († Budapest, 2008. november 9.) a Semmelweis Egyetem pszichiáter orvosprofesszora, az Országos Pszichiátriai és Neurológiai Intézet osztályvezető főorvosa, az MTA doktora
- 1940. október 5.-én Csányi Miklós filmrendező, († Budapest, 1997. május 17.)
- 1942. november 1-én Kőváry Katalin Jászai Mari-díjas rendező, forgatókönyvíró, dramaturg, tanár, érdemes művész
- 1944. február 25-én Vidovszky László Erkel- és Kossuth-díjas magyar zeneszerző, zenepedagógus
- 1944. április 7-én Sarusi Mihály József Attila-díjas író és Táncsics Mihály-díjas újságíró
- 1944. április 17-én Varga Koritár Pál közgazdász, diplomata. 1997 és 2016 között Magyarország nagykövete Spanyolországban, Argentínában, Mexikóban, valamint utazó nagykövete Ecuadorban, Kolumbiában, Peruban és Venezuelában.[106]
- 1945. március 26-án Mengyán András magyar festő, grafikus és designer, a bergeni Képző- és Iparművészeti Főiskola tanára
- 1947. március 13-án Tunyogi Péter énekes, († Budapest, 2008. november 9.)
- 1947. szeptember 23-án Várkonyi János festőművész
- 1948. április 4-én Gubis Mihály magyar képzőművész, performer, († 2006)
- 1949. március 14-én Csák János magyar sakkszerző nagymester, nemzetközi sakkszerző mester, kilenc magyar bajnoki cím birtokosa
- 1950. április 2. Lengyel András irodalomtörténész, muzeológus, Szeged művelődéstörténésze
- 1951. április 30. Hegyi Gyula filmkritikus, publicista, politikus
- 1953. május 9-én Rózsa Péter Déri János-díjas magyar újságíró, egyetemi tanár
- 1953. június 21-én Patai Mihály közgazdász
- 1956. Timár Zoltán színész, színigazgató
- 1956. március 6-án Árdeleán László színész, († 2021, Békéscsaba)
- 1956. június 5-én Zahorán Adrienne magyar rádióbemondó, műsorvezető, tanár
- 1958. január 4-én Jáki Béla színész
- 1962. július 18-án Radó Denise Jászai Mari-díjas színésznő, rendező, érdemes művész
- 1962. augusztus 8-án Kovács Edit Jászai Mari-díjas színésznő
- 1964. január 1-én Szilasi László József Attila-díjas magyar irodalomtörténész, író, egyetemi docens
- 1966. december 29-én Vasvári Csaba színész, színigazgató
- 1966. december 29-én Vasvári Emese színésznő
- 1967. július 16-án Horváth Margit Aase-díjas színésznő
- 1968. július 25-én Balázs Pali énekes, zenész
- 1969. március 19-én Patyi András jogtudós, egyetemi tanár
- 1969. december 4-én Gulyás Levente zeneszerző, zongorista.
- 1971. április 10-én Varga Szabolcs zenész, énekes, zeneszerző (La Fontaine együttes; Manhattan (együttes))
- 1974. Pribojszki Mátyás szájharmonikás, zeneszerző, énekes
- 1974. május 22-én Ónodi Henrietta tornász, olimpiai bajnok (1992 Barcelona, ugrás), világbajnok (1992 Párizs, ugrás), Európa-bajnok (1989 Brüsszel, felemás korlát) Világkupa győztes (1990 Brüsszel, ugrás) és olimpiai valamint világbajnoki ezüstérmes, Békéscsaba díszpolgára[107]
- 1974. június 13-án Debreczeni Dezső – kick box hétszeres világ- és nyolcszoros Európa-bajnok, edző (2007-ben világrekorder)
- 1975. január 25-én Hertelendi Klára, a Baby Sisters lánytrió alapítója
- 1976. március 18-án Iványi Dalma válogatott magyar kosárlabdázó, az első, aki a WNBA-ban játszott.
- 1976. Tóth Hajnalka vívó többszörös világ és Európa-bajnok
- 1979. január 29-én Hajduk Károly Jászai Mari-díjas színész
- 1979. június 14-én Beszterczey Attila színész
- 1980. október 25-én Kovács Olga színésznő
- 1981. november 20. Tóth Orsolya (Tóth Orsi) színésznő
- 1983. augusztus 25. Tóth Péter zongoraművész
- 1984. november 27-én Futaki Attila képregényrajzoló
- 1984. december 29-én Gulácsi Tamás színész
- 1987. május 11-én Mihalik Enikő modell, az Elite Model Look 2002. évi negyedik helyezettje
- 1987. október 3-án Szabó Irén színésznő
- 1988. Mihálka György színész, énekes
- 1989. június 9. Dr. Baji Balázs világbajnoki bronzérmes és Európa-bajnoki ezüstérmes magyar gátfutó
- 1990. december 16-án Babócsai Réka színésznő
- 1991. december 1-én Tóth János Gergely színész
- 1992. Böczögő Dorina női tornász, olimpikon
- 1993. április 9. Bohus Richárd magyar úszó, 2010-es Európa-bajnokságon és a 2012-es londoni olimpián képviselte Magyarországot
- 1993. július 26. Kovács Barbara sportoló, atléta
- 1995. február 26. Kovács Gergely magyar zongoraművész
- 1999. február 4. Szaszák Zsolt színész

### Itt éltek, itt élnek
- Itt élt 1744–1749 között, és itt halt meg Tessedik Sámuel id. evangélikus lelkész.
- Itt (valamint Szarvason) végezte középiskoláját Gyóni Géza (Áchim Géza) költő, akinek többrétű családi kapcsolatai is voltak a városban.
- Itt lakott és itt halt meg 1891. augusztus 12-én Haan Lajos evangélikus lelkész, történetíró, a Magyar Tudományos Akadémia tagja.
- Itt élt gyerekkorában, asztalosinasként Munkácsy Mihály festőművész.
- Itt lakott és itt végezte szőlőnemesítő tevékenységét Stark Adolf (Bártfa, 1834. december 28. – Békéscsaba, 1910. augusztus 26. Ő nemesítette a ’Csabagyöngye’ szőlőfajtát.
- A Békéscsabai Társastáncklub (1961-) alapítója Nyíri Lajos (1914–1998), táncpedagógiai munkáját több tanítványának jelentős versenyeredménye bizonyítja.
- Itt élt Féja Géza író, újságíró, szerkesztő, József Attila-díjas (Szentjánospuszta, 1900. december 19. –Budapest, 1978. augusztus 14.), 1945–1956-ig könyvtárosként dolgozott Békéscsabán.
- Itt élt Cseres Tibor (Gyergyóremete, 1915. április 1.–Budapest, 1993. május 24.) író, szerkesztő, 1987 és 1989 között a Magyar Írók Szövetsége elnöke. József Attila-díjas (1951, 1955, 1965), Kossuth-díjas (1975).
- Itt élt Széplaky Endre (Arad, 1927. január 29. – Békéscsaba, 2006. november 5.) színművész.
- Itt élt Felkai Eszter, (Budapest, 1942. november 20. ─ ) Jászai Mari-díjas színművésznő. 1966-tól 2007-ig a Jókai színház tagja.
- Itt élt Gedó György (Újpest, (1949. április 23.) olimpiai bajnok ökölvívó, edző, aki 1957-től a Békéscsabai Építők Előre versenyzője volt 1965-ig.
- Itt él Udvardy Anikó (Mezőberény, 1952. június 12. – ) szobrász.
- Varga Adrienn tornász, Európa-bajnok (1998 Szentpétervár, ugrás), világbajnoki 4. helyezett (1997 Laussane, ugrás), az olimpiai csapat tagja (1996 Atlanta).
- Itt él Erdős Viktor (1987) sakkozó, FIDE nagymester.
- Itt él Böczögő Dorina (1992) tornász, pekingi olimpikon.

### Itt haltak meg
(több híres ember, akik itt születtek, szintén Békéscsabán haltak meg, ők itt nem kerülnek feltüntetésre újból)
- Itt halt meg Láng Ida (1889 – 1944. június 20/21. Békéscsaba): regényíró, publicista, költő

## Testvérvárosai
- Belényes, Bihar megye, Partium, Románia (1999)
- Mikkeli, Finnország (1981)
- Nagybecskerek, Szerbia (1966)
- Székelyudvarhely, Hargita megye, Erdély, Románia (1991)
- Tarnowskie Góry, Lengyelország (1994)
- Trencsén, Szlovákia (1992)
- Ungvár, Kárpátalja, Ukrajna (1998)
- Lutherstadt Wittenberg, Szász-Anhalt tartomány, Németország (1995)